# Konrad Adenauer

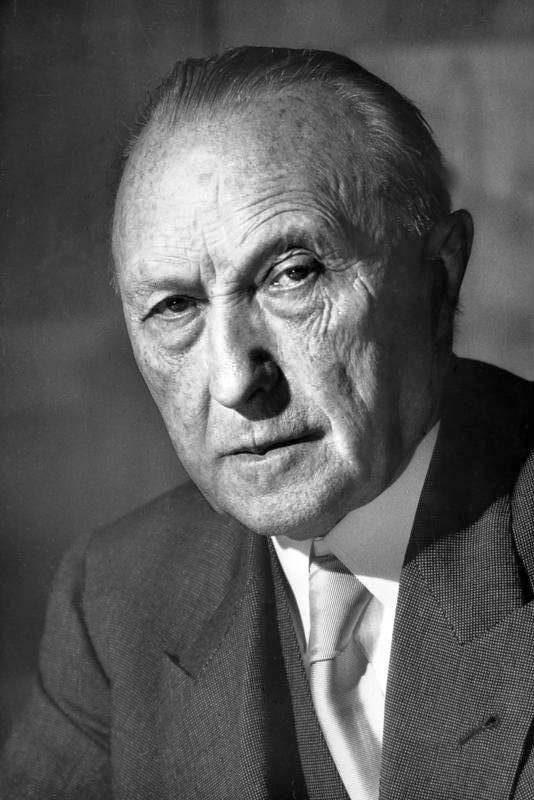
Konrad Adenauer (1952)

Konrad Hermann Joseph Adenauer (* 5. Januar 1876 in Köln; † 19. April 1967 in Rhöndorf; eigentlich Conrad Hermann Joseph Adenauer) war ein deutscher christdemokratischer Politiker und Staatsmann. Von 1949 bis 1963 war er der erste Bundeskanzler der Bundesrepublik Deutschland und von 1951 bis 1955 zugleich erster Bundesminister des Auswärtigen.
Bereits im Kaiserreich und in der Weimarer Republik absolvierte der Jurist und Angehörige der katholischen Zentrumspartei eine politische Karriere: Er war von 1917 bis 1933 Oberbürgermeister von Köln, gehörte dem preußischen Herrenhaus an und war Präsident des preußischen Staatsrats. In der Zeit des Nationalsozialismus wurde er seiner Ämter enthoben und war zeitweise inhaftiert.
Adenauer war Katholik und gehörte zu den Begründern der CDU, deren Parteivorsitzender er von 1950 bis 1966 war. Als Präsident des Parlamentarischen Rates sowie als erster Bundeskanzler und Außenminister der Bundesrepublik Deutschland prägte er eine ganze Ära. Der zum Amtsantritt bereits 73-Jährige setzte sich für Bonn als Bundeshauptstadt ein, stand für eine Politik der Westbindung und der Europäischen Einigung und eine aktive Rolle der Bundesrepublik in der NATO. Adenauer stand wirtschaftspolitisch für das System der Sozialen Marktwirtschaft. Er verfolgte einen antikommunistischen Kurs sowohl im Inland als auch gegenüber der Sowjetunion und deren Satellitenstaaten.

## Leben und Wirken

### Herkunft und Kindheit

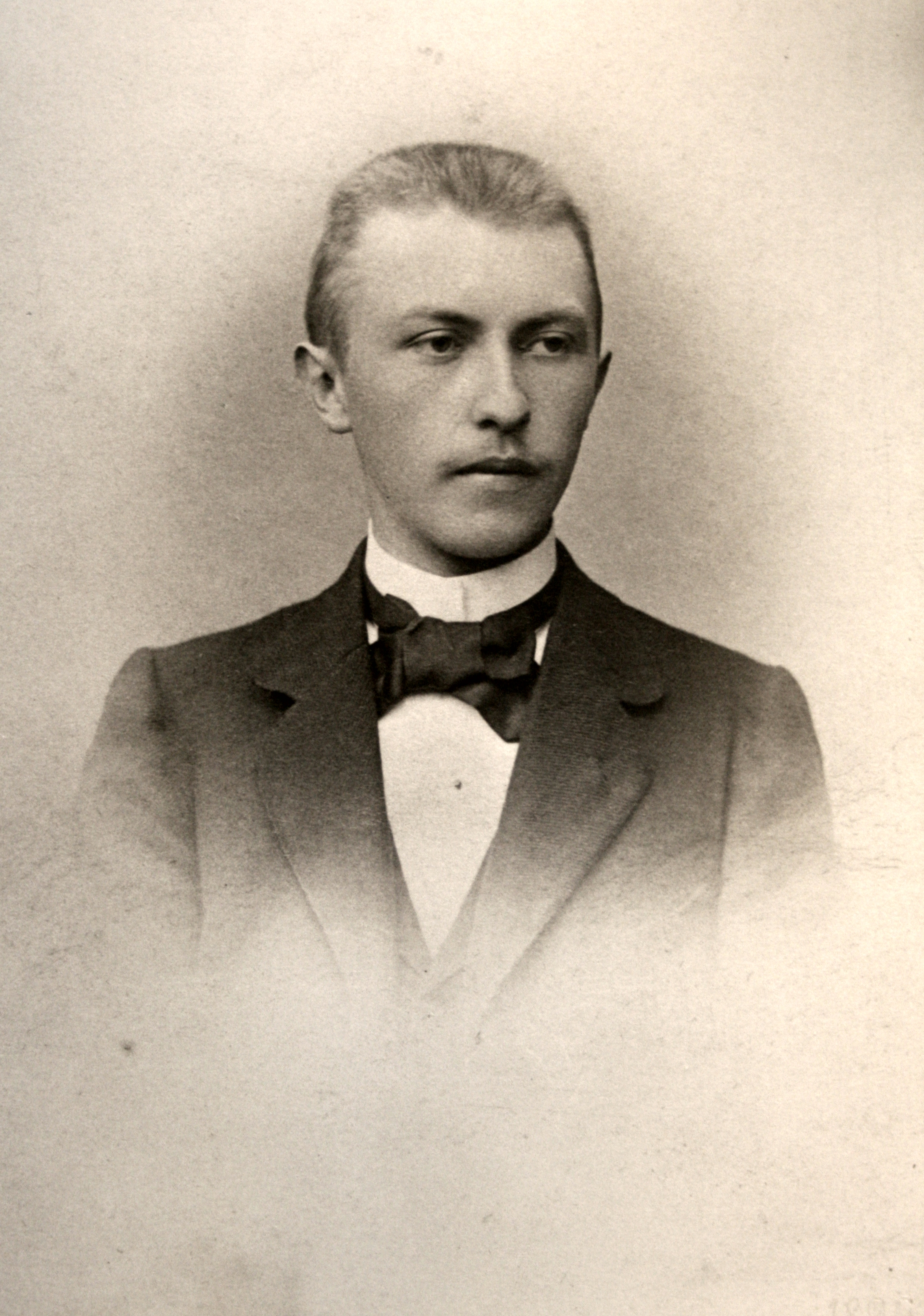
Konrad Adenauer (1896)

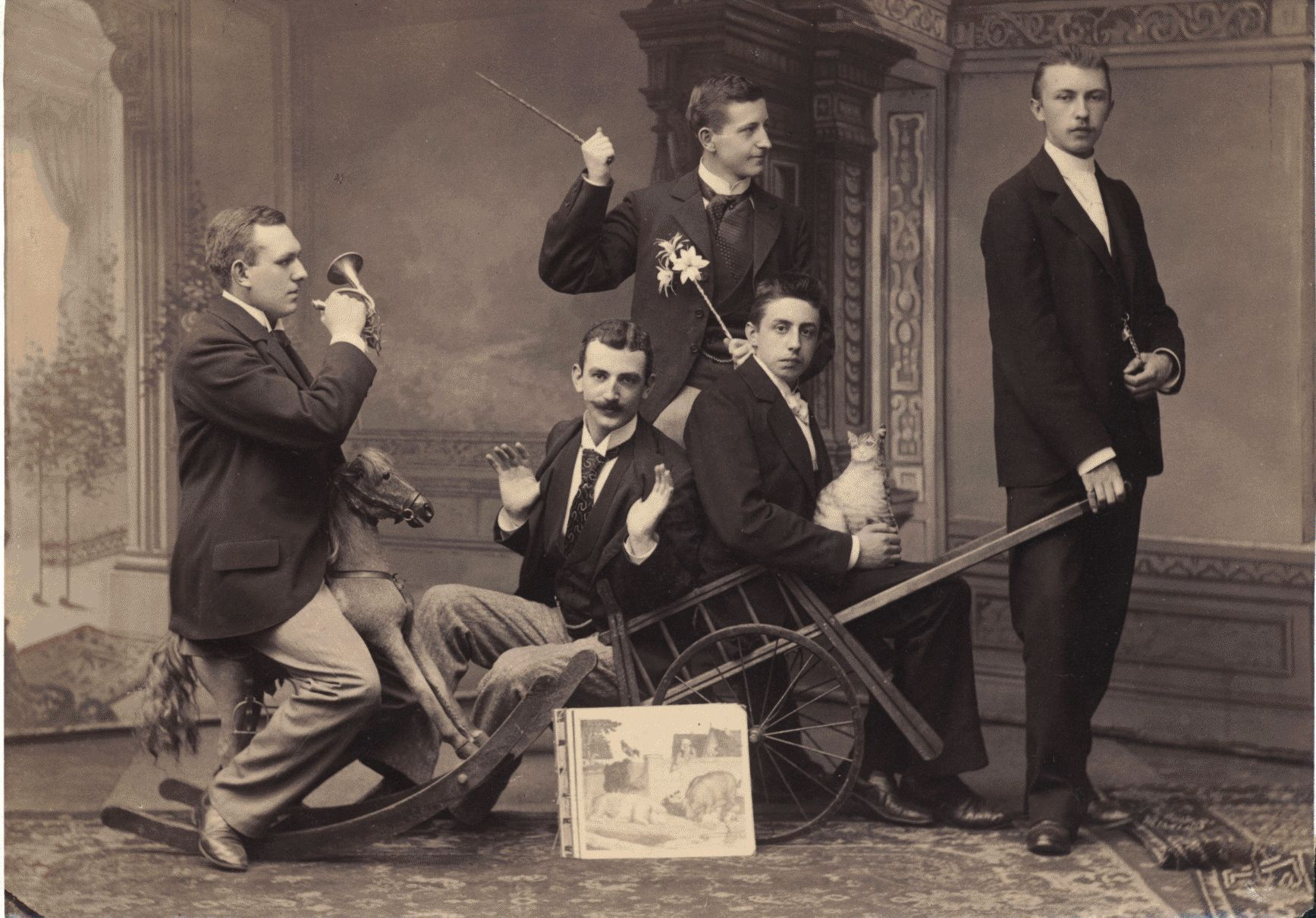
Konrad Adenauer (rechts) als Consenior des KStV Arminia Bonn im Wintersemester 1896/1897

Konrad Adenauer wurde 1876 in Köln als Conrad Hermann Joseph Adenauer und drittes von fünf Kindern des Justizsekretärs am damaligen Appellationsgericht und späteren Kanzleirats Johann Konrad Adenauer (1833–1906) und dessen Ehefrau Helena Scharfenberg (1849–1919) geboren. Adenauers Familie war römisch-katholisch geprägt. Seine Geschwister waren August (1872–1952), Johannes (1873–1937), Lilli (1879–1950) und die 1883 geborene Elisabeth, die dreieinhalb Monate nach der Geburt starb.
Die Familie lebte in bescheidenen Verhältnissen. Der Vater verdiente monatlich etwa 300 Goldmark (heute etwa 5.300 €), lebte aber sehr beschränkt; Adenauer berichtete später, er habe sich mit einem seiner Brüder das Bett teilen müssen. Die Mutter verdiente durch Näharbeiten hinzu, bei denen auch die Kinder halfen, und überall musste gespart werden. Als Kind war Adenauer oft krank: Mit sieben Jahren litt er an einer Knochenkrankheit, und als Jugendlicher bekam er Tuberkulose – eine Krankheit, an der damals viele starben.

### Kaiserreich, Weimarer Republik und Zeit des Nationalsozialismus

#### Studium und Beginn der Karriere

##### Studium
Der Vater hatte den Ehrgeiz, seine Söhne auf der Universität zu sehen. Aufgrund der beschränkten Mittel war es schon schwierig, das Gymnasium zu finanzieren. Adenauer legte am 5. März 1894 das Abitur am Apostelgymnasium in Köln ab. Danach begann er eine Banklehre beim Kölner Bankhaus Seligmann, die er nach 14 Tagen beendete: Dem Vater war es gelungen, bei der Kölner Krämer-Stiftung ein Stipendium für seinen Sohn zu erhalten. Im April 1894 immatrikulierte er sich noch im selben Monat an der Universität Freiburg im Breisgau, danach in München und Bonn für die Fächer Rechts- und Staatswissenschaft, die er 1897 mit dem Ersten Staatsexamen abschloss. Als Student entging er mit einem Attest dem Militärdienst – in damaligen Zeiten alles andere als förderlich für eine Karriere.

##### Studentenverbindungen
In Freiburg trat er in die katholische Studentenverbindung KStV Brisgovia Freiburg im Kartellverband katholischer deutscher Studentenvereine (KV) ein, danach in den KStV Saxonia im KV zu München, den KStV Askania-Burgundia Berlin und in den KStV Arminia im KV zu Bonn, denen er zeitlebens eng verbunden blieb.

##### Referendariat
Zwischen 1897 und 1901 absolvierte Adenauer sein Referendariat in Köln. Sein erstes juristisches Staatsexamen legte er 1897 mit dem Prädikat „gut“ ab. Adenauer trat in den einjährigen Vorbereitungsdienst beim Landgericht in Köln ein. Die ersten sechs Wochen war er beim Untersuchungsamt als Protokollführer tätig, dann folgten ein Monat in der I. Strafkammer, fünf Monate in der II. Civilkammer, zwei Monate in der IV. Civilkammer und zwei Monate in der I. Kammer für Handelssachen. Daran schlossen sich vier Monate bei der Staatsanwaltschaft an und sechs Monate in der Kanzlei von Justizrat Schniewind und beim Notar Justizrat Schäfer. Am 3. Januar 1900 setzte er den Vorbereitungsdienst beim Amtsgericht Köln fort, arbeitete im Oktober/November des Jahres bei Rechtsanwalt Schniewind und wurde ab 1. Dezember 1900 wieder beim Oberlandesgericht tätig. Am 30. Mai 1901 beantragte er die Zulassung zur großen Staatsprüfung. Nach vierjähriger Referendarausbildung legte Adenauer im Oktober 1901 in Berlin sein zweites juristisches Staatsexamen (Assessorexamen) mit dem Prädikat „Ausreichend“ ab.
Der Tennisclub „Pudelnaß“ verschaffte ihm während seiner Referendarszeit erstmals Zugang zur höheren Gesellschaft Kölns: Er lernte hier verschiedene politische Freunde kennen sowie seine spätere Ehefrau Emma Weyer, Nichte seines Vorgängers als Oberbürgermeister Max Wallraf.

##### Assessor
Nach bestandenem Examen wurde Assessor Adenauer dem Oberlandesgerichtspräsidenten in Köln zugewiesen, wo er Mitte Januar 1902 eine befristete Vertretung bei der Staatsanwaltschaft des Amtsgerichts Köln erhielt, die er für eindreiviertel Jahre wahrnahm. Von 1903 bis 1905 trat er als junger Rechtsanwalt in die Kanzlei von Justizrat Hermann Kausen ein, Rechtsanwalt beim Oberlandesgericht Köln, der nicht nur ein anerkannter Anwalt, sondern auch Vorsitzender der Zentrumsfraktion im Kölner Stadtparlament war. Adenauer wurde am 1. Dezember 1905 zur Vertretung des Landgerichtsrats Dr. Christian Johnen beim Landgericht Köln angewiesen und übte bis zum Ende März 1906 die Tätigkeit als Hilfsrichter aus in der Hoffnung, von dort eine Stelle als Notar auf dem Lande zu bekommen.

##### Beigeordneter der Stadtverwaltung
In seiner kommunalen Funktion hatte Hermann Kausen 1906 über die freigewordene Stelle einer Beamtenposition bei der Stadt Köln (Beigeordneter in der Kölner Stadtverwaltung) zu entscheiden und förderte Adenauers Bewerbung. Adenauer war Kandidat der Zentrumspartei, erhielt aber auch Stimmen der Liberalen; am 7. März 1906 wurde er mit 35 von 37 Stimmen gewählt. Sein Jahresgehalt betrug nun 6000 Goldmark (heute etwa 51.600 €). Als Jurist war Konrad Adenauer nicht sehr erfolgreich. Mit dem Wechsel ins Kölner Rathaus schien er seine Fähigkeiten richtig entfalten zu können. So begann seine kommunalpolitische Karriere.
Am 22. Juli 1909 wurde er als Erster Beigeordneter erster Stellvertreter des Oberbürgermeisters Max Wallraf, der der Onkel seiner ersten Frau war. Der Aufgeschlossenheit und Initiative Adenauers war es zu verdanken, dass in Köln-Deutz 1914 die Kölner Werkbundausstellung eröffnet wurde.

##### Erster Weltkrieg
Während des Ersten Weltkriegs war Adenauer für die Versorgung der Stadtbevölkerung mit Lebensmitteln zuständig, die aufgrund der britischen Seeblockade zunehmend schwieriger wurde. Er begann, Nahrungsmittel zu horten und führte erfolgreich verschiedene Ersatzprodukte ein, so ein von ihm selbst erfundenes „Kölner Brot“ aus Reis- und Maismehl, Topinambur statt der Kartoffeln, die nach einer Kartoffelfäule-Missernte 1916 Mangelware waren, und nicht zuletzt Graupen. Für dieses „Rheinische Schwarzbrot“ erhielt er am 2. Mai 1915 ein Patent. Er erfand auch die sogenannte Kölner Wurst unter Verwendung von Sojamehl, die 1918 im Vereinigten Königreich patentiert wurde.
Zwar konnte er so die bedrohlichsten Folgen des Steckrübenwinters 1916/17 mildern, doch wegen des unbefriedigenden Geschmacks der von ihm eingeführten Produkte bedachte ihn die Kölner Bevölkerung mit dem despektierlichen Spitznamen „Graupenauer“. 
Am 20. März 1917 hatte sein Chauffeur einen Autounfall mit einer Straßenbahn, bei dem Adenauer schwer verletzt wurde. Sein Gesicht wurde zerschnitten, und das, was man heute als Falten bezeichnet, waren teilweise Narben. Nach dem Krankenhausaufenthalt fuhr Adenauer für einige Monate zum Erholungsurlaub nach St. Blasien.

#### Oberbürgermeister Kölns

##### Wahl zum Stadtoberhaupt

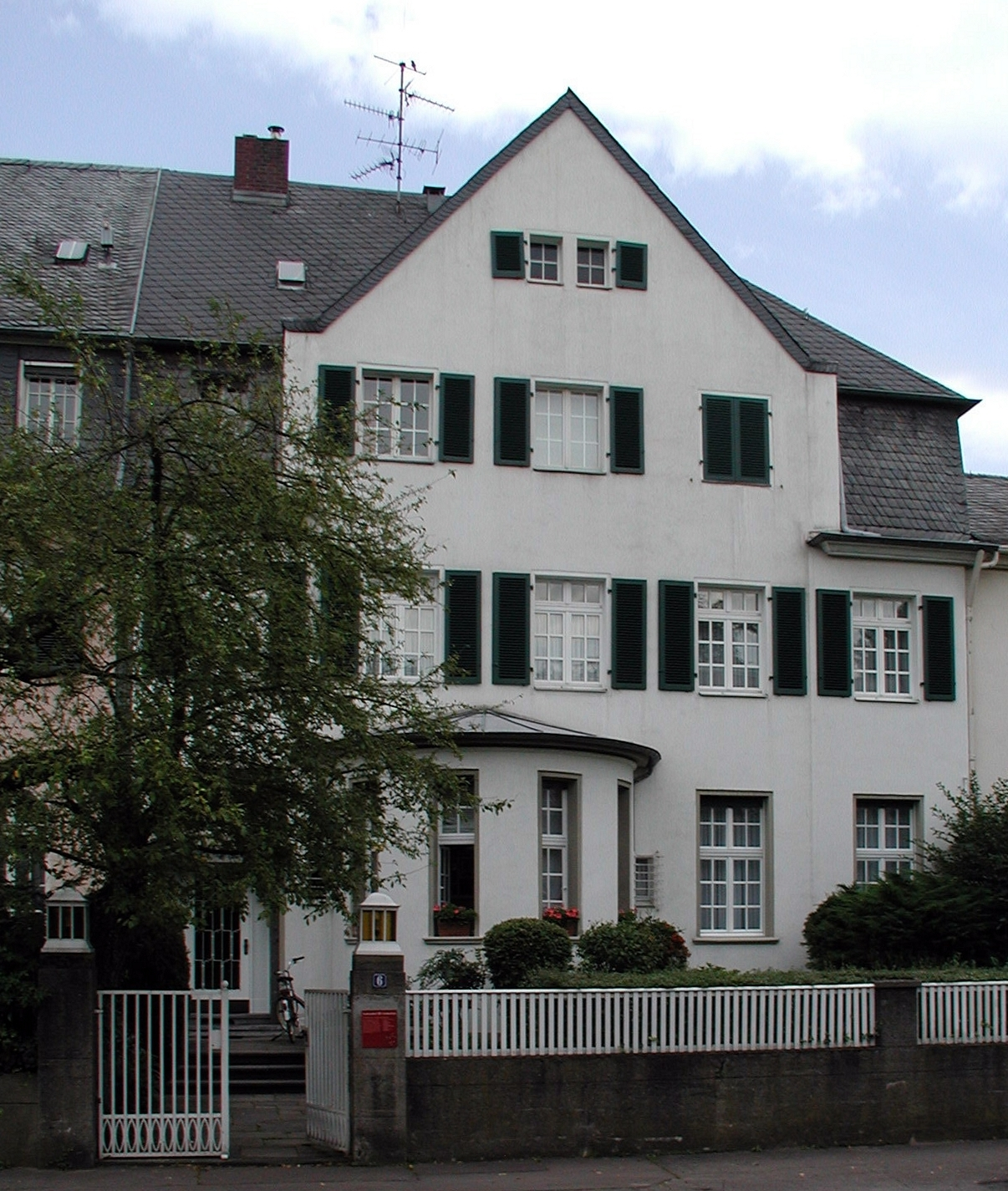
Wohnhaus Adenauers 1911 bis 1933 in Köln-Lindenthal, Max-Bruch-Str. 6 (Denkmal)

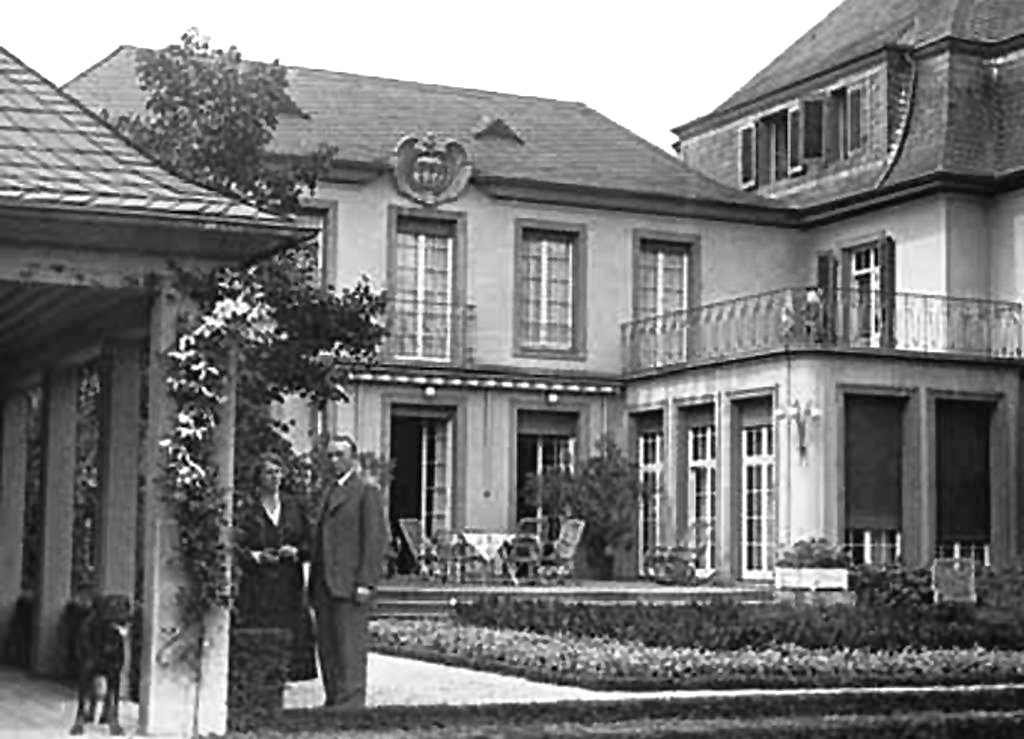
Eheleute Adenauer am Haus Max-Bruch-Str. 6 (um 1915)

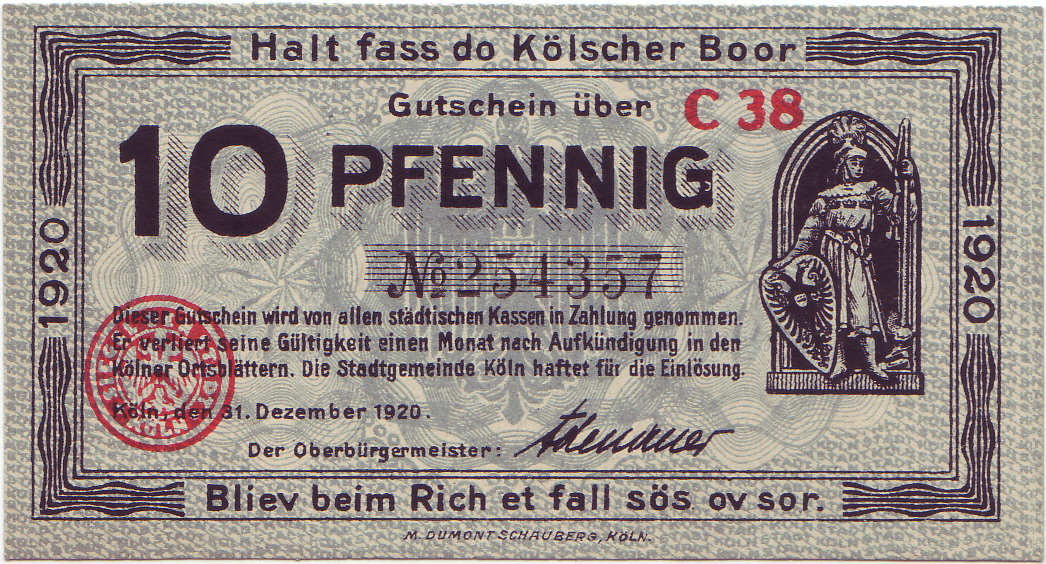
Kölner Notgeld (1920): Banknote 10 Pfennig, unterschrieben von Oberbürgermeister Adenauer

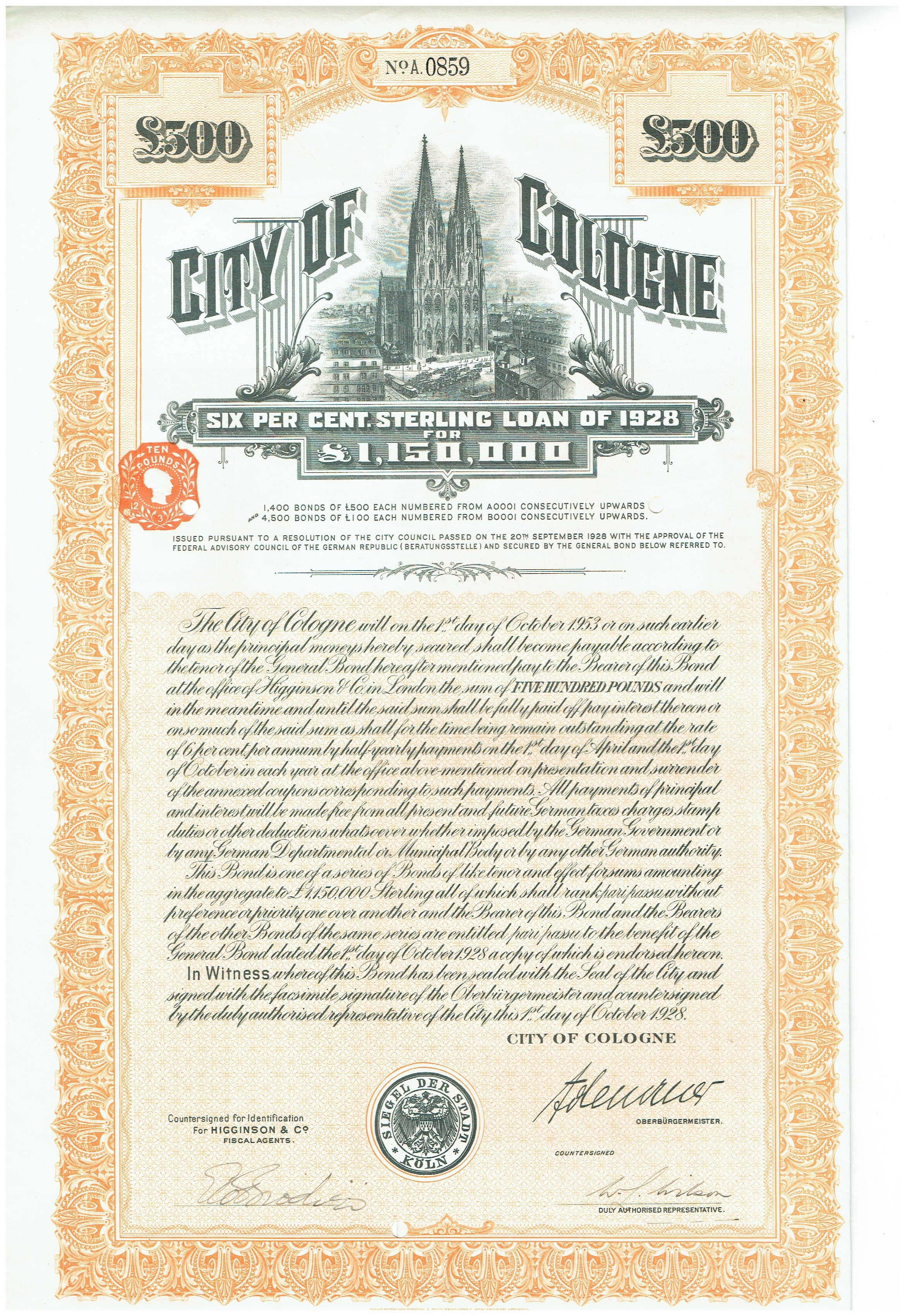
Anleihe über 500 £ der Stadt Köln vom 1. Oktober 1928; mit Faksimile-Unterschrift von Adenauer

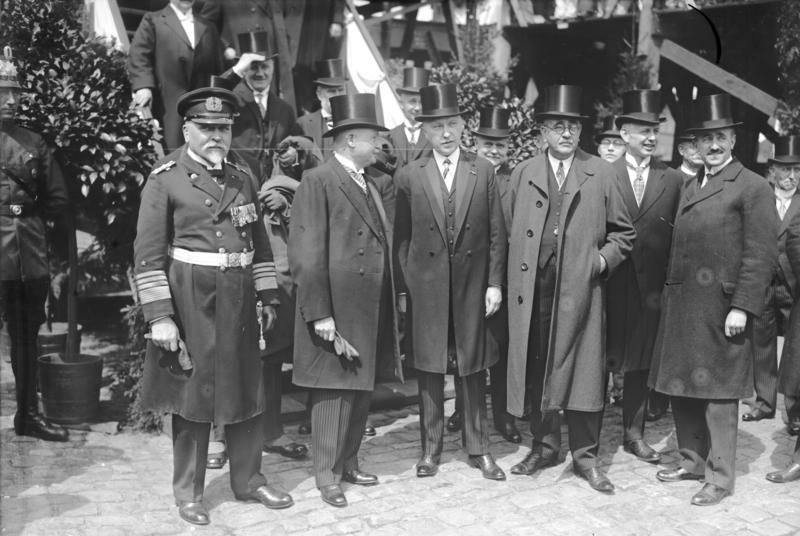
Oberbürgermeister Adenauer (Mitte) beim Stapellauf des Kreuzers Köln in Wilhelmshaven (1928)

Am 18. September 1917 wählte ihn die Kölner Stadtverordnetenversammlung ohne Gegenstimme auf 12 Jahre zum bis dahin jüngsten Oberbürgermeister der Stadt Köln. Das Amt, das ihm offiziell am 21. Oktober 1917 durch Erlass des Königs von Preußen übertragen wurde, versah er bis 1933 und erneut für einige Monate des Jahres 1945.

##### Politische und wirtschaftliche Mandate
Am 12. Februar 1918 wurde Adenauer in das Preußische Herrenhaus berufen, welches allerdings infolge der Novemberrevolution noch im selben Jahr abgeschafft wurde. Ab 1918 gehörte er auch dem Provinziallandtag der Rheinprovinz an. Am 5. Dezember 1920 wurde er im Düsseldorfer Ständehaus zum Vorsitzenden des 59. Rheinischen Provinziallandtags gewählt. Bis zur Auflösung in den 1930er Jahren war er Abgeordneter dieses Parlaments. In den zwanziger Jahren gehörte Adenauer den Aufsichtsräten der Deutschen Bank, der Deutschen Lufthansa, des Rheinisch-Westfälischen Elektrizitätswerkes, der Rhein AG für Braunkohlenbergbau und Brikettfabriken (Rheinbraun) und weiterer zwölf Unternehmen sowie dem Reichswirtschaftsrat an. Außerdem war Adenauer als Verfechter des Kolonialgedankens von 1931 bis 1933 als Vizepräsident der Deutschen Kolonialgesellschaft politisch tätig.

##### Präsident des preußischen Staatsrats
Vom 7. Mai 1921 bis 1933 war er mit Unterstützung des Zentrums, der SPD und der DDP Präsident des preußischen Staatsrats (1921–1933). In dieser Funktion stand er in einer politischen Dauerfehde mit dem sozialdemokratischen preußischen Ministerpräsidenten Otto Braun, welche von Adenauer bis vor den Staatsgerichtshof für das Deutsche Reich getragen wurde. Während Braun ein starkes zentralisiertes Preußen als Bollwerk der Demokratie begriff, stand Adenauer als Rheinländer dem preußischen Staat stark ablehnend gegenüber. Am 1. Februar 1919 fasste er in einer Rede die verbreiteten antipreußischen Ressentiments zusammen, die auch ihm nicht fremd waren: Danach war Preußen „der böse Geist Europas, […] der Hort des kulturfeindlichen, angriffslustigen Militarismus“, es trage die Schuld am Ersten Weltkrieg, es sei „von einer kriegslüsternen, gewissenlosen militärischen Kaste und dem Junkertum beherrscht“, und dieses Preußen „beherrschte Deutschland“.
Bestrebungen der Zentrumspartei zielten in den Krisenjahren nach dem Ersten Weltkrieg 1918/19 und 1929 auf ein Rheinland ab, das autonom von Preußen sein sollte. Damals und später wurde daher der Vorwurf gemacht, Adenauer habe separatistischen Bestrebungen nahegestanden, das Rheinland auch von Deutschland abzutrennen.

##### Reichskanzlerkandidaturen 1921, 1926, 1928
In der Weimarer Republik war er mehrfach (1921, 1926, 1928) als Kandidat für das Amt des Reichskanzlers im Gespräch. Am aussichtsreichsten war dies für den Kanzler des Westens und König des Rheinlands 1926, er konnte aber seine politischen Forderungen nicht durchsetzen. Ein Tausch des sicheren und persönlich befriedigenden Amtes in Köln mit der unsicheren Reichskanzlerschaft erschien ihm auch nicht als Gewinn.

##### Finanzielle Vermögensverluste
Konrad Adenauer war einer der höchstbezahlten Politiker der Weimarer Republik. Er bezog 1929 jährlich 33.000 Reichsmark Gehalt, 4800 RM Aufwandsentschädigung; ferner übernahm die Stadt die Gesamtkosten für sein Haus einschließlich der Hypotheken und der laufenden Kosten mit geschätzten 43.000 RM jährlich, insgesamt erreichte er jährliche Einnahmen in Höhe von 84.500 Reichsmark (2023: ca. 312.500 €). Daneben saß er im Aufsichtsrat verschiedener öffentlicher und privater Konzerne.
1928 verspekulierte Adenauer sein Vermögen durch den Ankauf von Glanzstoff-Aktien, deren Kurs bald sank. Dadurch drohten ihm die Schulden, die er bei der Deutschen Bank hatte, über den Kopf zu wachsen, doch ließ er sich aus einem so genannten „Schwarzen Fonds“ vom Vorstandsvorsitzenden der Glanzstoff AG, Fritz Blüthgen, zwei Aktienpakete im Nominalwert von insgesamt 1,14 Millionen Reichsmark zur Verfügung stellen, die er unter Vermittlung seines Freundes Louis Hagen zum Ausgleich seines Kontos einsetzte. 
Im Februar 1931 berichtete die Kölner Lokalpresse von den Finanzschwierigkeiten des Oberbürgermeisters, Deutschnationale und Nationalsozialisten setzten sie in der Stadtverordnetenversammlung auf die Tagesordnung. Adenauer hatte sich aber im Voraus eine Erklärung der Bank besorgt, die die umlaufenden „unzutreffenden Gerüchte und Behauptungen“ mit dem Hinweis dementierte, sein Konto sei „völlig ausgeglichen“.

##### Weimarer Republik: Frühe Krisenjahre (1919–1923)
Nach dem Ersten Weltkrieg setzte er durch, dass aus dem alten preußischen Festungsring ein Grüngürtel wurde. Während seiner Amtszeit wurden 1919 die Universität zu Köln, 1924 die Messe, 1925 die Musikhochschule und 1926 die Kölner Werkschulen (nachdem er die Kunsthochschule „Das Bauhaus“ nicht hatte holen können) neu- beziehungsweise wieder eröffnet. Adenauer eröffnete im August 1932 die erste als Autobahn bezeichnete deutsche Schnellstraße – die heutige Autobahn 555 – von Köln nach Bonn. Fritz Schumacher, von 1920 bis 1923 Stadtplaner unter Adenauer, sagte zu dessen Engagement in Zeiten der Inflation: „Je mehr zusammenzubrechen schien, mit desto größerer Energie trieb Adenauer die Arbeiten voran.“

##### Weimarer Republik: Relative Stabilisierung (1924–1929)
Adenauer bemühte sich intensiv, ausländische Investoren nach Köln zu holen. 1927 hatte er bereits eine Zusage von Citroën für eine Automobilfabrik, das Projekt verlief dann aber doch im Sande. Nach intensiven Verhandlungen mit Ford gelang es ihm, den US-Autohersteller davon zu überzeugen, ein neues Werk zu errichten, anstatt die bestehenden kleineren Anlagen in Berlin auszubauen. Allerdings konnte auch dieses Werk die wirtschaftlichen Probleme, in die Köln wie das gesamte Reich in der Spätphase der Weimarer Republik geriet, nur kurzfristig aufhalten. Den Bau der damals technisch einmaligen Mülheimer Brücke setzte er im selben Jahr taktisch geschickt mit Stimmen der KPD durch.

##### Weimarer Republik: Vor dem Untergang – Die Ära der Präsidialkabinette (1930–1933)
1931 kam es zur ersten größeren Auseinandersetzung mit den Nationalsozialisten, als diese in einer nächtlichen Aktion die Rheinbrücken mit Hakenkreuzfahnen beflaggten. Adenauer ließ – nach seiner späteren eigenen Darstellung – die Fahnen mit Verweis darauf, dass die Brücken öffentliche Bauwerke seien, unverzüglich wieder entfernen. Dadurch geriet er in das Visier der SA, die sogar öffentlich Geld „für die Kugel Adenauers“ sammeln ließ. In Wirklichkeit hatte jedoch dieser mit der örtlichen NSDAP-Kreisleitung eine Absprache getroffen, deren Fahne von der stadteigenen Brücke – weil politisch neutrales Terrain – abzunehmen und vor der – gleichfalls der Stadt gehörenden – Messehalle wieder aufzuziehen. Dort sollte Adolf Hitler sprechen. Adenauer musste seine aufgebrachten Parteifreunde deshalb beruhigen.
Auch nach dem sogenannten Preußenschlag von 1932, als Reichskanzler Franz von Papen die preußische Staatsregierung absetzte, blieb Adenauer Mitglied im Dreimännerkollegium. Im August 1932 schlug er Papen vor, nach einem zu erwartenden Misstrauensvotum den Reichstag aufzulösen und die Neuwahlen, für die die Weimarer Verfassung eine Frist von höchstens zwei Monaten vorschrieb, erst im Frühjahr 1933 abzuhalten. Das wäre Verfassungsbruch, bot aber die Chance, die Krise zu überwinden. Etwa zur gleichen Zeit schrieb er vertraulich an den früheren deutschen Botschafter in Großbritannien Graf Wolff-Metternich: „Die Zentrumspartei verlangt dringend den Eintritt der Nationalsozialisten in die Reichsregierung. Sie wird bereit sein, alsdann diese Regierung zu tolerieren.“ Hintergrund war, dass eine Koalition mit der NSDAP in Preußen, über die in diesen Monaten verhandelt wurde, dem Zentrum eine Machtperspektive bot.

##### Kritische Rezeption
Während seiner Kölner Zeit galt Adenauer jedoch bei aller partiellen Aufgeschlossenheit, was etwa Städtebau und Universitätsgründung betraf, als „der engstirnige katholische Zentrumspolitiker, für den es keine uneingeschränkte Freiheit von Wissenschaft und Kunst gab, sobald es um Fragen der katholischen Grundanschauung ging“ (Peter Koch, 1985). Dies ging so weit, dass er eigenhändig den Text in Bertolt Brechts Dreigroschenoper änderte, Béla Bartóks Tanzpantomime Der wunderbare Mandarin verbot und ein Gemälde des Expressionisten Otto Dix aus dem Wallraf-Richartz-Museum entfernen ließ. 1922 war er Präsident des 62. Deutschen Katholikentages in München.

#### Zeit des Nationalsozialismus

##### Nach der Machtergreifung
Adenauer weigerte sich am 17. Februar 1933, den für eine Wahlkampfveranstaltung nach Köln kommenden Adolf Hitler am Flughafen zu begrüßen, und verbot Hakenkreuzflaggen auf städtischen Brücken. Nach der Machtübernahme Adolf Hitlers und der Nationalsozialisten unterlag die Zentrumspartei in Köln bei den Kommunalwahlen vom 12. März 1933. Am 13. März 1933 verließ Adenauer früh morgens Köln in Richtung Berlin. Das Rathaus wurde von SA-Formationen besetzt und Regierungspräsident Hans Elfgen beurlaubte ihn. Adenauer wurde im April 1933 vorläufig vom Dienst suspendiert und am 17. Juli 1933 endgültig entlassen.
Grohé, ein NSDAP-Parteiführer ohne staatliches Amt, erklärte Adenauer am 13. April ohne rechtliche Grundlage für abgesetzt und ernannte Günter Riesen zum kommissarischen Oberbürgermeister.
Der preußische Staatsrat, dessen Präsident Adenauer war, wählte am 26. April Robert Ley (Reichsorganisationsleiter der NSDAP) zu Adenauers Nachfolger. Damit wurde er auch aus diesem Amt hinausgedrängt.
Der Berliner Dienstwohnung verlustig und in Köln bedroht von seinen nationalsozialistischen Gegnern, die auf Wahlkampfplakaten „Adenauer, an die Mauer!“ gefordert hatten und ihm Dienstvergehen vorwarfen, bat Adenauer einen ehemaligen Schulfreund um Hilfe: Der Abt der Abtei Maria Laach, Ildefons Herwegen, nahm Adenauer als „Bruder Konrad“ am 26. April 1933 vorübergehend in der Abtei auf. Der ehemalige Bürgermeister führte von hier aus das Dienststrafverfahren, das er gegen sich selbst beantragt hatte, und blieb, bis er im April 1934 ein Haus im Potsdamer Vorort Neubabelsberg bezog. Am 4. Juni 1934 wurde das Dienststrafverfahren gegen ihn (zu Adenauers Gunsten) eingestellt.
Im Zusammenhang mit dem sogenannten Röhm-Putsch kam Adenauer am 30. Juni 1934 für zwei Tage in Haft. Im April 1935 zog er nach Rhöndorf, wo er bis zu seinem Tod wohnte. Im August 1935 wurde er kurzzeitig aus dem Regierungsbezirk Köln ausgewiesen.
Um seinen Pensionsanspruch zu wahren, verwies Adenauer in einem zehnseitigen Brief vom 10. August 1934 an den preußischen Innenminister in Berlin auf sein bisheriges Verhalten gegenüber der NS-Bewegung: Er habe die NSDAP „immer durchaus korrekt behandelt“ und beispielsweise „jahrelang entgegen der damaligen Verfügung des preußischen Innenministers der NSDAP die städtischen Sportplätze zur Verfügung gestellt und ihr bei ihren Veranstaltungen auf diesen das Hissen ihrer Hakenkreuzfahnen an den städtischen Flaggenmasten gestattet“. Weiterhin habe er sich einer Anordnung des preußischen Staatsministeriums widersetzt, nationalsozialistische Beamte „zwecks Disciplinierung“ namhaft zu machen, „da (er) sie für unberechtigt und für ungerecht hielt“. Er sagte in diesem Brief auch, 1932 erklärt zu haben, „daß nach (s)einer Meinung eine so große Partei wie die NSDAP unbedingt führend in der Regierung vertreten sein müsse“.
Ende 1932 hatte sich Adenauer für eine Regierungsbildung von Zentrum und NSDAP in Preußen ausgesprochen. Am 29. Juni 1933, fünf Monate nach Hitlers Ernennung zum Kanzler, schrieb er in einem Brief: „Dem Zentrum weine ich keine Träne nach; es hat versagt, in den vergangenen Jahren nicht rechtzeitig sich mit neuem Geiste erfüllt. M.E. ist unsere einzige Rettung ein Monarch, ein Hohenzoller, oder meinetwegen auch Hitler, erst Reichspräsident auf Lebenszeit, dann kommt die folgende Stufe. Dadurch würde die Bewegung in ein ruhigeres Fahrwasser kommen.“ Er befürchtete, „wenn der revolutionäre Zustand nicht rechtzeitig in die Periode der neuen Ruhe und des neuen Aufbaus übergeht, dann kommt die Katastrophe“.
In einem als Reaktion auf Adenauers Eingabe verfassten Vermerk des Reichs- und Preußischen Ministeriums des Innern vom 8. November 1934 wird Adenauer zu „denjenigen Persönlichkeiten [gezählt], die als Träger des verflossenen politischen Systems in besonders ausgesprochener Weise hervorgetreten sind“. Minister Wilhelm Frick (NSDAP) lehnte die Eingabe noch am selben Tag ab.
Ab 1933 bekam Adenauer eine reduzierte Pension von ca. 1000 Reichsmark monatlich. 1937 kam es in einem Vergleich zu einer Einigung mit der Stadt Köln, wodurch ihm unrechtmäßig einbehaltene Bezüge nachgezahlt wurden. Im Gegenzug musste er sein Haus in Köln weit unter Wert an die Stadt verkaufen.
Die Widerstandsbewegung, darunter vor allem Carl Friedrich Goerdeler, versuchte über Mittelsmänner wie Jakob Kaiser und Paul Franken, Adenauer als Verschwörer zu gewinnen. Adenauer lehnte ab, da er ein Scheitern des Unternehmens für wahrscheinlich hielt, war jedoch weiterhin vom Kreisauer Kreis im Falle des Gelingens als Landeshauptmann für den Mittelrhein vorgesehen.

##### Nach dem 20. Juli 1944
Nach dem gescheiterten Attentat vom 20. Juli 1944 auf Hitler wurde Adenauer im Rahmen der Aktion Gitter am 23. August verhaftet und nach einer Zwischenstation bei der Bonner Gestapo ins Arbeitserziehungslager im Messelager Köln gebracht. Konkrete Verdachtsmomente gegen ihn lagen nicht vor. Am 31. August 1944 bat Erzbischof Josef Frings seinen Freund Bischof Wienken für Adenauer und andere namentlich genannte Verhaftete um Vorsprache im Reichssicherheitshauptamt.
Das weitere Schicksal Adenauers wird in der Literatur unterschiedlich gesehen. Nach einer früheren Darstellung empfahl ihm der Kölner Kommunist Eugen Zander, der als Kapo für die neuen Häftlinge zuständig war und Adenauers Namen in der Gefangenenkartei mit dem Vermerk „Rückkehr unerwünscht“ entdeckt hatte, sich krank zu stellen, woraufhin Adenauer mittels einer ärztlich bescheinigten „perniziösen Anämie“ eine Überweisung ins Krankenhaus Köln-Hohenlind erreichte, von wo er floh. Wesentliche Unterstützung erfuhr Adenauer in dieser Zeit von Major Fritz Schliebusch, dessen Vertrauter Josef Wimar Giesen, der auch der Familie Adenauer nahe stand, im Zusammenhang mit dem Attentat verhaftet worden war. Konrad Adenauer wurde später wieder gefasst, am 26. November 1944 aber aus dem Gefängnis Brauweiler vorzeitig entlassen. Dieser Version, die zuerst in Paul Weymars Adenauer-Biographie aus dem Jahr 1955 erschien, widerspricht Henning Köhler mit der These, die Nationalsozialisten hätten wohl kaum auf die Gesundheit eines Gefangenen, dessen Liquidierung sie wünschten, solche Rücksicht genommen. Das Lager von Köln-Deutz, das nicht der SS unterstand, sei eher ein „fideles Gefängnis“ gewesen.

### Bundespolitische Karriere und Kanzlerschaft

#### Nach Kriegsende
Adenauer wurde am 4. Mai 1945 von der US-Besatzungsmacht zum Oberbürgermeister von Köln ernannt, aber am 6. Oktober 1945 wegen angeblich unterlassener Pflichterfüllung von dem britischen Militärgouverneur der Provinz Nordrhein, John Ashworth Barraclough, aus diesem Amt wieder entlassen, da er sich nicht energisch genug um die Ernährungsversorgung gekümmert habe. Auch wird angenommen, dass Barraclough dem Oberbürgermeister misstraute, weil ihm zugetragen worden war, dass er zusammen mit dem nordrheinischen Oberpräsidenten Johannes Fuchs, der von Barraclough am 2. Oktober 1945 entlassen wurde, und dem französischen Diplomaten Michel Leroy-Beaulieu (1904–1985), einem Mitarbeiter des Militärgouverneurs der französischen Zone Pierre Kœnig, ein Gespräch mit dem Ziel geführt haben soll, Kontakte zwischen der Provinz Nordrhein und den südlichen Teilen der früheren Rheinprovinz nicht abreißen zu lassen. Binnen acht Tagen musste er Köln verlassen und durfte sich vom 6. Oktober bis 4. Dezember 1945 nicht parteipolitisch betätigen.
Im Februar 1946 schrieb Adenauer in einem Brief an einen katholischen Geistlichen in Bonn:

„Nach meiner Meinung trägt das deutsche Volk und tragen auch die Bischöfe und der Klerus eine große Schuld an den Vorgängen in den Konzentrationslagern. Richtig ist, daß nachher vielleicht nicht viel mehr zu machen war. Die Schuld liegt früher. Das deutsche Volk, auch Bischöfe und Klerus zum großen Teil, sind auf die nationalsozialistische Agitation eingegangen. Es hat sich fast widerstandslos, ja zum Teil mit Begeisterung gleichschalten lassen. Darin liegt seine Schuld.“

1947 gehörte er zu den Gründungsmitgliedern der Vereinigung der Verfolgten des Naziregimes (VVN).
Am 8. und 9. Oktober 1948 traf sich Konrad Adenauer, Präsident des Parlamentarischen Rats, mit dem französischen Außenminister Robert Schuman in der Burg der Grafen von Bassenheim zu geheimen Gesprächen. Ziel dieser Gespräche war es, eine Grundlage für die Hinführung der noch nicht gegründeten Bundesrepublik Deutschland an die Staaten Westeuropas zu schaffen. Zur Erinnerung an diese Begegnung wurde im Juni 2012 in Bassenheim das Adenauer-Schuman-Gedenkzeichen als Denkmal der deutsch-französischen Annäherung errichtet.

#### Aufbau der CDU
Am 31. August 1945 trat Adenauer der Christlich Demokratischen Partei (CDP) bei. Die CDP war eine der vier Vorgänger-Regionalparteien der CDU in den einzelnen Besatzungszonen. Auf der ersten Zonenausschusstagung am 22./23. Januar 1946 in Herford übernahm er als Ältester die Führung der CDU in der britischen Zone, die als Union erst seit dem 16. Dezember 1945 bestand. Am 5. Februar 1946 folgte in Krefeld-Uerdingen die Wahl zum ersten Vorsitzenden der CDU Rheinland. Mit dieser politischen Rückenstärkung setzte er sich auf der zweiten Tagung des CDU-Zonenausschusses am 1. März 1946 in Neheim-Hüsten endgültig zum Vorsitzenden gegen den westfälischen Landesvorsitzenden Friedrich Holzapfel durch. Adenauer formulierte mit dem Neheim-Hüstener Programm ein erstes Parteiprogramm für die Zone maßgeblich mit.
Seine Beitrittserklärung (in die Union) erfolgte am 1. Juni 1946 an die Kreispartei der CDU für den Siegkreis. Im Oktober 1946 wurde er Fraktionsvorsitzender der CDU im ersten Landtag Nordrhein-Westfalen, der von der britischen Besatzungsmacht ernannt wurde.

#### Parlamentarischer Rat
Er nutzte die folgenden Jahre, um seine Hausmacht innerhalb der Partei auszubauen, sodass er 1948 Präsident des Parlamentarischen Rates wurde, der über die Verfassung für einen deutschen Weststaat beriet. Adenauer, der außerhalb der britischen Zone nicht annähernd so bekannt war wie Kurt Schumacher (SPD) oder Ludwig Erhard (parteilos), nutzte das eigentlich machtlose Amt als Podium; die SPD hatte für ihren Mann, Carlo Schmid, den als viel wichtiger erachteten Hauptausschuss-Vorsitz gesichert. Dieser arbeitete aber eher im Verborgenen, während Adenauer in der Öffentlichkeit als eine Art Vertreter der Deutschen (auch gegenüber den Alliierten) auftrat. Er wurde somit laut Carlo Schmid „erster Mann des zu schaffenden Staates, noch ehe es ihn gab.“ Gleiches galt in seiner Partei, die Adenauer ab 1946 in der Britischen Zone führte und ab 1950 als Bundesvorsitzender, als sich die CDU auch auf Bundesebene gründete. Er behielt dieses Amt bis 1966.
Dass Adenauer als Einwohner von Rhöndorf – in Sichtweite von Bonn – maßgeblich daran beteiligt gewesen sein soll, dass 1949 Bonn statt Frankfurt am Main Bundeshauptstadt wurde – Frankfurt war nicht nur SPD-regiert und stark zerstört, sondern vor allem Sitz des US-amerikanischen Militärgouverneurs – wird heute weitgehend als Verkürzung des Entscheidungsprozesses abgetan. Tatsächlich ging die Initiative dazu, den Parlamentarischen Rat nach Bonn zu holen, von dem Düsseldorfer Ministerialbeamten Hermann Wandersleb aus. Damit war bereits eine wichtige Vorentscheidung gefallen. Erst als dessen Präsident setzte sich Adenauer ab September 1948 dann mit erheblichem Geschick dafür ein, dass es auch Hauptstadt wurde.

#### Bundestagsabgeordneter

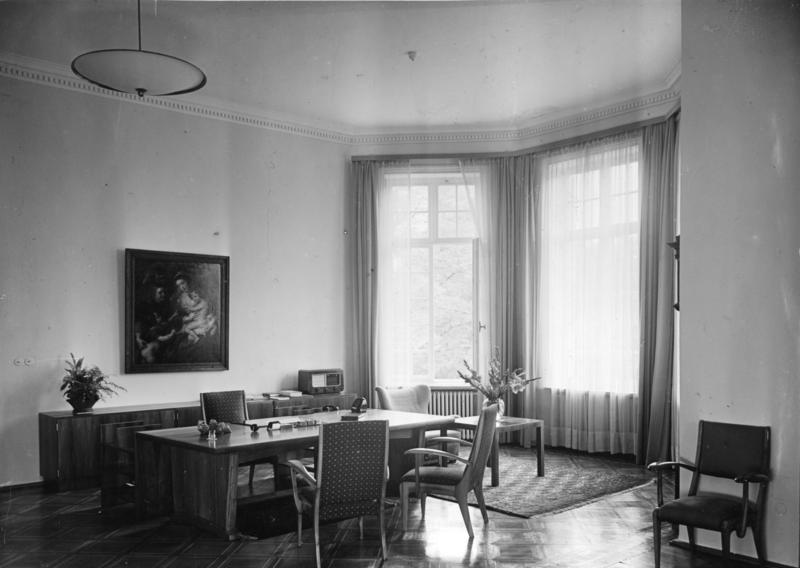
Adenauers Arbeitszimmer im Palais Schaumburg (Foto von 1950)

Bei der ersten Bundestagswahl am 14. August 1949 wurde Konrad Adenauer für den Wahlkreis Bonn Stadt und Land mit 54,9 Prozent der Stimmen direkt gewählt. Er wurde dort bei den Bundestagswahlen 1953, 1957, 1961 und 1965 wiedergewählt (mit Mehrheiten von bis zu 68,8 Prozent) und vertrat diesen Wahlkreis bis zu seinem Tod 1967. Mit 91 Jahren und 104 Tagen ist er der bisher älteste Bundestagsabgeordnete.
Am 1. September 1949 wurde Adenauer zum Vorsitzenden der CDU/CSU-Bundestagsfraktion gewählt. Innerhalb der CDU setzte er die Regierungsbildung einer bürgerlichen Koalition von CDU/CSU, FDP und DP durch, weil diese bürgerlichen Parteien mit insgesamt 208 der insgesamt 402 stimmberechtigten Sitze im Bundestag über eine knappe Mehrheit verfügten. Allerdings zogen Teile der CDU angesichts des staatlichen Neuanfangs eine Große Koalition vor. Adenauer hielt jedoch die kleine Koalition für unumgänglich, um seine Ideen einer sozialen Marktwirtschaft und einer umfassenden Westbindung durchzusetzen. Dabei konnte er auf die gute Zusammenarbeit der Parteien im Wirtschaftsrat der britisch-amerikanischen Bizone zurückgreifen. Demgegenüber tendierte die SPD zur Planwirtschaft und strebte zudem ein neutrales Deutschland an, um auf diesem Weg die Wiedervereinigung zu erleichtern. Auch innerhalb der CDU hatte die Planwirtschaft Befürworter; wenige Jahre vorher hatte eine Mehrheit der CDU Nordrhein-Westfalen noch das Ahlener Programm durchgesetzt.
Auf der Rhöndorfer Konferenz vom 21. August 1949 konnte Adenauer jedoch seinen Standpunkt durchsetzen und endgültig sicherstellen, dass er der Kanzlerkandidat der Unionsparteien wurde. Zu den anschließend zwischen CDU/CSU, FDP und DP getroffenen Absprachen zur Bildung einer Bundesregierung unter seiner Leitung gehörte auch die von den Koalitionsparteien unterstützte Wahl des FDP-Vorsitzenden Theodor Heuss zum Bundespräsidenten am 12. September 1949.

#### Wahl zum Bundeskanzler
Der Bundestag wählte Adenauer am 15. September 1949 im ersten Wahlgang mit der denkbar knappsten Mehrheit von 202 der 402 stimmberechtigten Mitglieder des Hauses bei 142 Nein-Stimmen zum ersten Bundeskanzler der Bundesrepublik Deutschland. Zwei Abgeordnete waren nicht anwesend. Nach späteren Aussagen hatten fünf Abgeordnete der Koalitionsparteien nicht für Adenauer gestimmt; dafür hatte er die Stimme des Bayernpartei-Abgeordneten Johann Wartner bekommen und auch selbst für sich gestimmt. Erster Oppositionsführer wurde der Vorsitzende der SPD-Bundestagsfraktion, Kurt Schumacher.
Bundespräsident Theodor Heuss übergab Adenauer die Ernennungsurkunde am 16. September 1949. Adenauers erste Regierungserklärung folgte am 20. September und sein erster Besuch bei den Hohen Kommissaren der Alliierten am 21. September – demselben Tag, an dem das Besatzungsstatut in Kraft trat.
Adenauer wurde nach den Bundestagswahlen 1953, 1957 und 1961 dreimal als Kanzler wiedergewählt. Das Bundestagswahlergebnis von 1957 war einmalig in der bundesdeutschen Geschichte: die CDU/CSU errang die absolute Mehrheit der Stimmen (50,2 %) und der stimmberechtigten Sitze des Bundestages (269 von 497) und hätte ohne Koalitionspartner regieren können. Dennoch bildete Adenauer eine Koalitionsregierung mit der DP (bis Juli 1960).

#### Bespitzelung von Willy Brandt und des SPD-Parteivorstandes
Im Jahr 2017 und 2022 wurde einer breiten Öffentlichkeit bekannt, dass zwischen 1953 und 1962 Interna des SPD-Parteivorstandes an Adenauer durchgereicht wurden. Dies erfolgte über seinen Kanzleramtschef Hans Globke, der die Informationen über den Leiter des Bundesnachrichtendienstes Reinhard Gehlen von den SPD-Mitgliedern Siegfried Ziegler und Siegfried Ortloff erhielt. Den Informationen, unter anderem zu aussichtsreichen Kandidaten für Partei- und Wahlämter und zur strategischen Ausrichtung der SPD, wird Bedeutung für die Sicherung der langjährigen Kanzlerschaft zugeschrieben. Die Autoren des Artikels in der Süddeutschen Zeitung leiten hieraus ab, dass Adenauer „ein bestenfalls theoretisches Verhältnis zur Demokratie“ hatte.

#### Politik der Westintegration

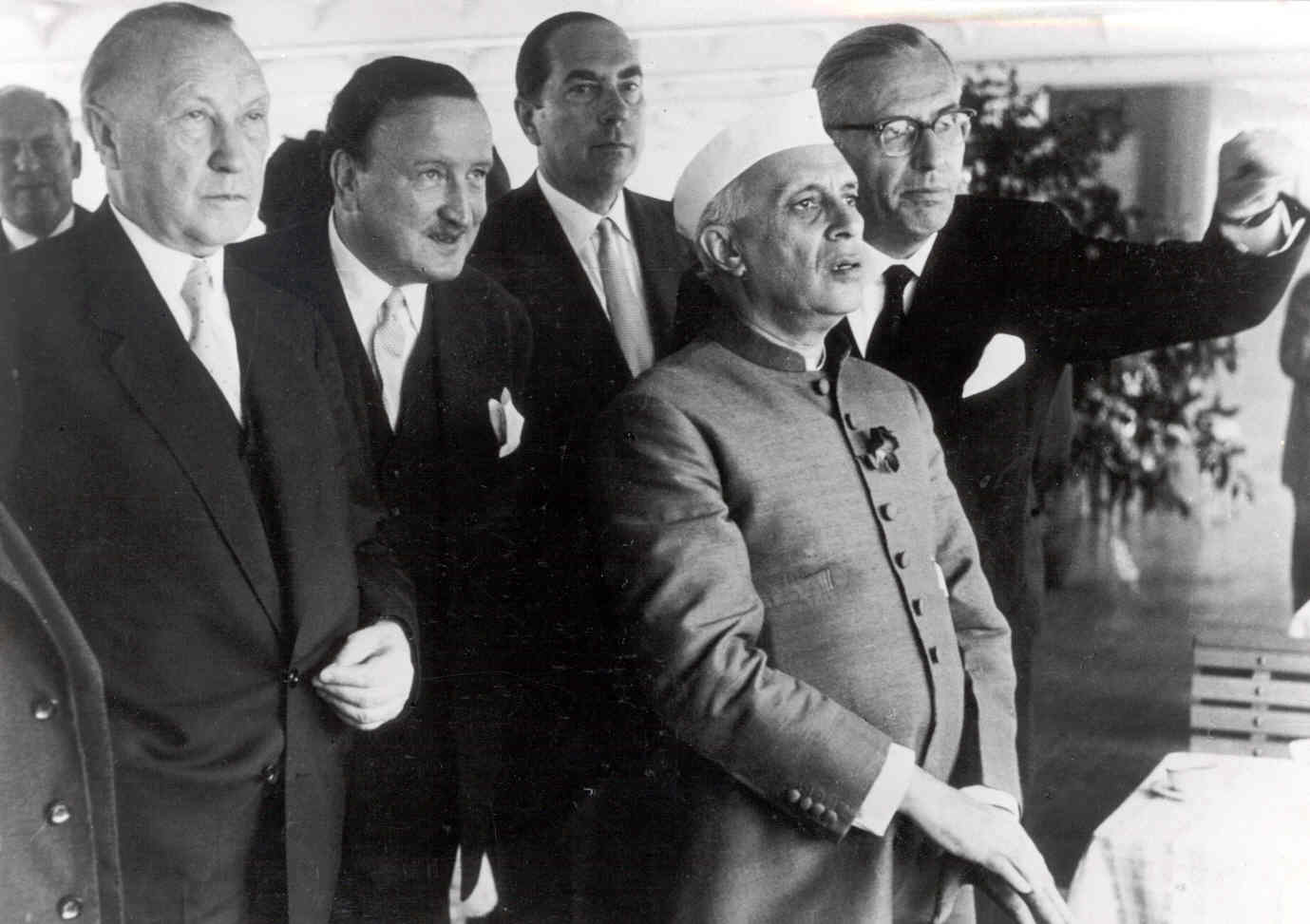
Konrad Adenauer mit Hermann Josef Abs beim Staatsbesuch des indischen Ministerpräsidenten Jawaharlal Nehru (1956)

Für Adenauer war die Außenpolitik und die Ausrichtung auf eine Westintegration der bestimmende Faktor seiner politischen Strategie. Von 1951 bis 1955 übernahm er neben dem Amt des Bundeskanzlers auch das des Außenministers, was sich – außer einem zweiwöchigen Intermezzo Helmut Schmidts nach dem Ausscheiden der FDP aus der Bundesregierung 1982 – nicht wiederholte. Das Angebot der Sowjetunion für einen gesamtdeutschen Friedensplan 1952 (Stalin-Noten) lehnte er entschieden ab. Adenauers Strategie war eine enge Anbindung an die westeuropäischen Staaten (Magnettheorie), eine wirtschaftliche Verflechtung mit Frankreich und Belgien und insbesondere eine gute politische Beziehung zu den USA. Adenauer setzte sich für das Vereinigte Europa ein, da aus seiner Sicht nur dieses einen langfristigen Frieden garantieren konnte. Er griff dabei sowohl auf seine politischen Vorstellungen aus der Weimarer Republik zurück als auch auf die Erfahrungen, die er mit dem Nationalsozialismus gemacht hatte. Im Laufe seiner Kanzlerschaft ging Adenauer flexibel auf jede Idee ein, die das Potenzial hatte, Europa enger zusammenzubinden. So unterstützte er die Europäische Gemeinschaft für Kohle und Stahl, die letztlich gescheiterte Europäische Verteidigungsgemeinschaft und die Europäische Wirtschaftsgemeinschaft. Am Ende seiner Amtszeit ging er stark auf Frankreichs Präsident Charles de Gaulle ein, der eine supranational organisierte Gemeinschaft ablehnte, womit Adenauer europäische Weggefährten wie Jean Monnet und Paul-Henri Spaak enttäuschte. Dahinter stand aber keine Abwendung von der europäischen Einigung, sondern seine Überzeugung, dass mit de Gaulle nichts anderes zu machen war. „Adenauer war“, laut Christoph Driessen, „neben dem Italiener Alcide De Gasperi und dem Luxemburger Joseph Bech der überzeugteste Europäer unter den Regierungschefs seiner Zeit.“
Wirtschaftlich ging der bereits vor 1949 durch den Marshallplan angestoßene Prozess durch die Montanunion, die Europäische Wirtschaftsgemeinschaft und Euratom weiter. Adenauer setzte sein Vertrauen in den Bankier Hermann Josef Abs, der Einfluss auf die Verteilung der Marshallplan-Gelder hatte. Er bat Abs gelegentlich, als Gast zum Kabinettstisch zu erscheinen, und lud ihn regelmäßig zu seiner sonntäglichen Rhöndorfer Kaffeetafel ein, an der er seine Ratgeber zusammenkommen ließ. Er ernannte ihn zum Verhandlungsführer der Londoner Schuldenkonferenz. Deutschland erlebte mit dem Wirtschaftswunder einen Aufstieg und integrierte sich in den europäischen Markt. Die wirtschaftliche Integration mündete in die europäischen Einigungsprozesse, auf denen die heutige Europäische Union beruht.

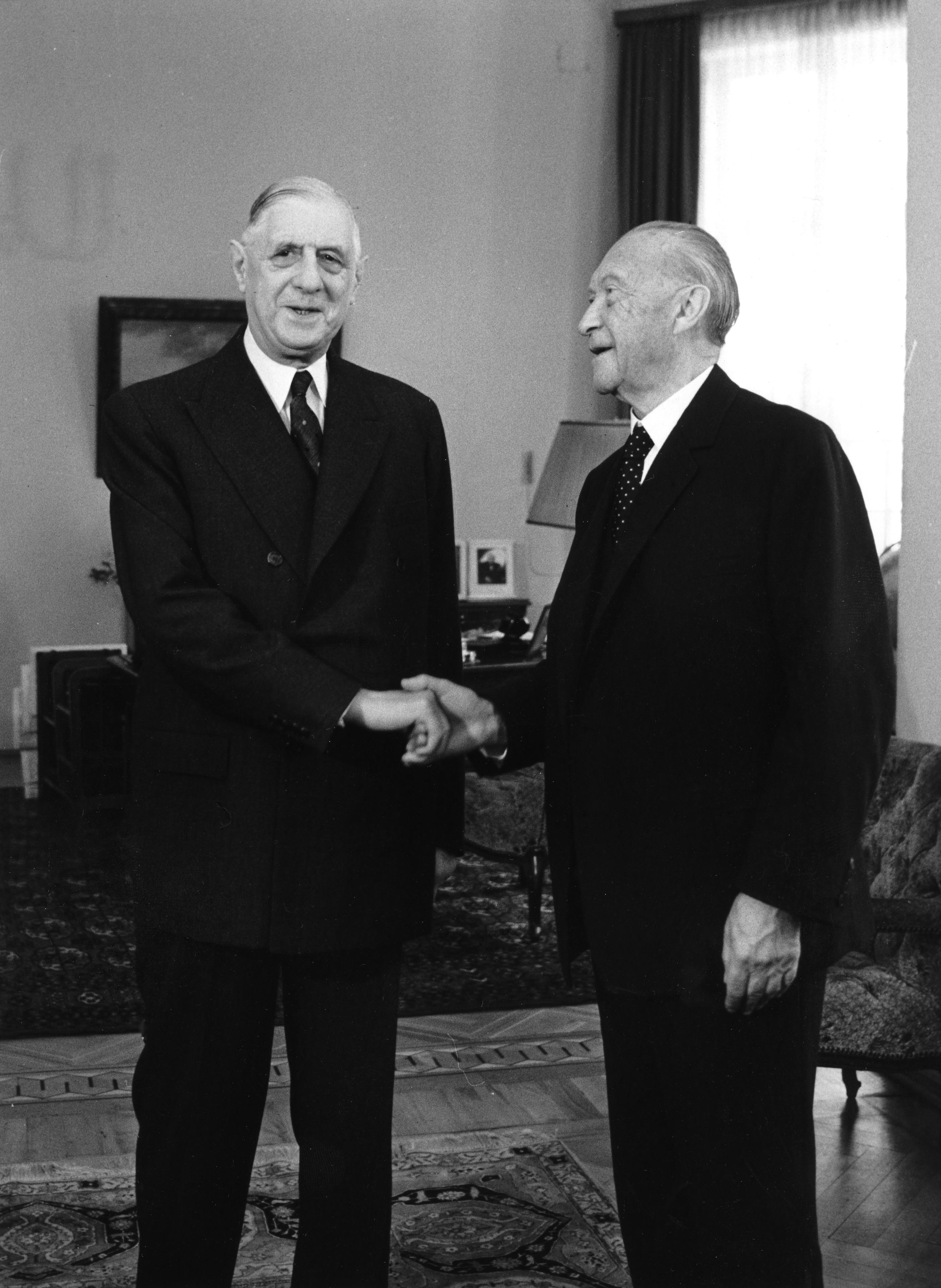
Adenauer und de Gaulle, September 1958 in Bonn

Adenauer gelang es auch, das schwierige Verhältnis zum ehemaligen Kriegsgegner Frankreich zu verbessern. Noch auf der Londoner Neunmächtekonferenz 1954, auf der der Beitritt der Bundesrepublik zur NATO vorbereitet wurde, hielt Adenauer den französischen Ministerpräsidenten Pierre Mendès France offenbar für einen sowjetischen Einflussagenten. Bei dem tiefen Misstrauen, mit dem sich Deutsche und Franzosen zu jener Zeit begegneten, war später sein gutes persönliches Verhältnis zum Präsidenten der Französischen Republik, Charles de Gaulle, von großer Bedeutung. Anfangs war Adenauer eher skeptisch: Als de Gaulle 1958 Präsident wurde, sah Adenauer in ihm noch eine Art Hindenburg, einen ehemaligen General, der sich mit negativen Folgen in die Politik einmischte.
In der Öffentlichkeit weniger bekannt war, dass Adenauer schon 1949 auf die Beteiligung Deutschlands an einer europäischen Armee hinarbeitete. 1950 trat Innenminister Gustav Heinemann zurück (Nachfolger wurde Robert Lehr (CDU)), vor allem deswegen, da diese Politik auch vor Heinemann geheim gehalten worden war. Im April 1950 forderte Adenauer, nach dem Aufbau einer kasernierten Volkspolizei in der DDR, den Aufbau einer mobilen Polizeitruppe auf Bundesebene in der Bundesrepublik, was auch 1951 mit der Gründung des Bundesgrenzschutzes erfolgte. Die Öffentlichkeit erfuhr erst Jahre später, dass er schon 1957 ein Projekt genehmigte, mit Frankreich und Italien gemeinsam eine Atombombe zu entwickeln. Durch den Machtantritt Charles de Gaulles wurde das Projekt hinfällig, da Frankreich fortan auf ein eigenes Projekt hinsteuerte, die Force de frappe.
Die militärische Integration wurde nicht, wie von Adenauer erhofft, durch eine eigenständige Europäische Verteidigungsgemeinschaft (EVG), sondern durch die Aufnahme der Bundesrepublik in die NATO (1955) verwirklicht.

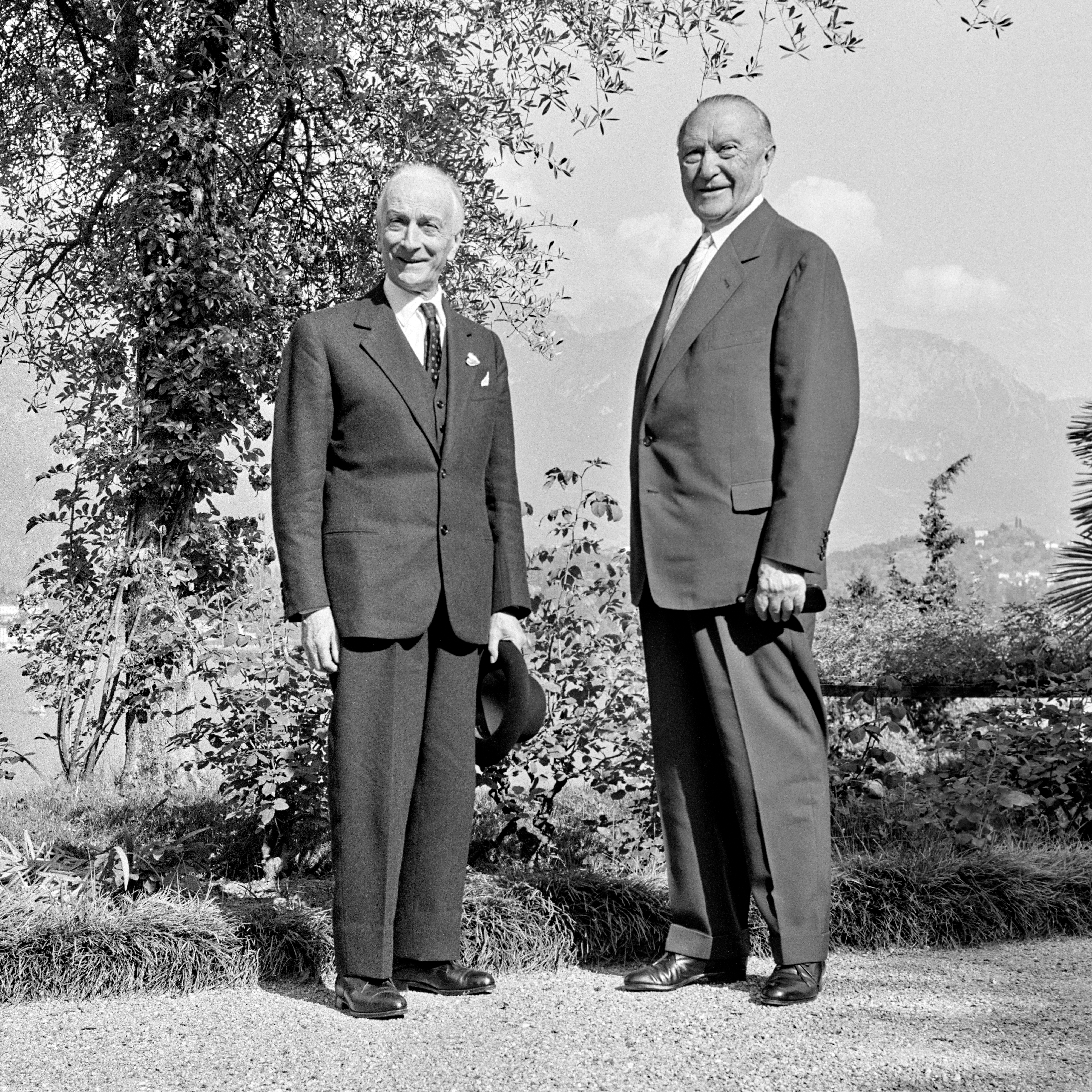
Adenauer und der italienische Premierminister Antonio Segni in Cadenabbia, August 1959

Seine Politik der entschiedenen Westbindung, die eine Wiederbewaffnung der Bundesrepublik in Kauf nahm oder sogar erwünschte, eine Wiedervereinigung Deutschlands aber in weite Ferne zu rücken schien, trug ihm heftige Kritik ein. So wurde er im Rahmen der Bundestagsdebatte vom 24./25. November 1949 über das Petersberger Abkommen und die Frage, ob die Bundesrepublik, wie von Adenauer gefordert, Vertreter in die Internationale Ruhrbehörde entsenden solle, vom SPD-Vorsitzenden Kurt Schumacher mit dem Zwischenruf „Der Bundeskanzler der Alliierten!“ verunglimpft. In der Wiederbewaffnungsdiskussion der frühen 1950er Jahre befürchteten Sozialdemokraten, dass dadurch alle Chancen auf eine baldige deutsche Einheit verspielt würden. Der Parteihistoriker Kurt Klotzbach schrieb 1982 von einer „nahezu manischen Fixierung auf das deutsche Wiedervereinigungsziel“. Die Ohne mich-Bewegung organisierte Demonstrationen gegen eine Wiederbewaffnung. Nachdem die Bundesrepublik im Jahr 1955 NATO-Mitglied geworden war, äußerte Adenauer am 11. Mai 1955: „Nun sitzen wir im stärksten Bündnis der Geschichte; es wird uns die Wiedervereinigung bringen.“
Am 23. Januar 1958 rechneten Gustav Heinemann (nunmehr SPD) und der ehemalige Justizminister Thomas Dehler (FDP) vor dem Bundestag mit Adenauers Politik ab: Dehler warf dem Bundeskanzler vor, er habe die Wiedervereinigung gar nicht „ernsthaft erstrebt“, er verzichte angesichts der Sachzwänge des Kalten Krieges im Grunde auf Politik, „die eigentlichen Entscheidungen gehen am Parlament, auch am Kabinett vorbei“. Daher schäme er sich, nicht wie Heinemann den Mut zum Rücktritt gehabt zu haben. Dieser warf in seiner Rede Adenauer vor, die Stalin-Noten als „belanglos“ abgetan zu haben, obwohl sie doch auf „weite Zustimmung“ auch innerhalb seiner eigenen Partei gestoßen seien. Die Reden wurden direkt im Rundfunk übertragen und hatten ein Millionenpublikum, was in der CDU-Führung erhebliche Besorgnis auslöste. Fraktionsvorsitzender Heinrich Krone sah schon eine „neue Dolchstoßlegende, Adenauer wolle die Wiedervereinigung nicht“. Mit Blick auf den kommenden Wahlkampf riet er, nationale Themen deutlich stärker zu betonen als bislang. Schwarz weist hingegen darauf hin, dass man stets den historischen Kontext der Adenauerschen Positionen berücksichtigen müsse:

„Gewiß finden sich weiterhin einzelne Autoren, die von der Annahme ausgehen, die angebliche Wiedervereinigungspolitik dieses Bundeskanzlers sei eine einzige große Lüge gewesen, und er trage die Hauptschuld an den Leiden der Teilung. Wenn man mit dieser Gewißheit an Adenauer herangeht, werden sich immer wieder Dokumente finden, die diesen Verdacht bestätigen, sofern man nur Sorge trägt, den historischen Kontext auszublenden.“

#### Wiedergutmachungspolitik gegenüber Israel und den Juden
Adenauer bemühte sich auch tatkräftig um die Versöhnung mit den Juden. Ein anfänglicher, gemeinsam mit Hermann Josef Abs entwickelter Plan wurde wieder verworfen. Er hätte eine Spende von zehn Millionen DM als ausreichend betrachtet und die Errichtung eines Krankenhauses in Israel beinhaltet.
Das 1952 abgeschlossene Luxemburger Abkommen mit dem neu gegründeten Staat Israel stellte eine erste Geste der Entschuldigung dar. Gegen den Widerstand seines Finanzministers Fritz Schäffer (CSU) setzte Adenauer eine Wiedergutmachung von 3,45 Milliarden DM (in heutiger Kaufkraft 9,82 Milliarden Euro) – 3000 DM für jeden jüdischen Flüchtling – an Israel durch, die vorwiegend aus Warenlieferungen aus deutscher Produktion bestand. Der Gesamtbetrag der Zahlungen, die auf dieses Abkommen gestützt wurden, betrug 1970 nach Schätzungen von Nahum Goldmann ca. 60 Mrd. DM. Später folgten im Rahmen der Deutschen Wiedergutmachungspolitik darüber hinausgehende Reparationszahlungen. Er traf im März 1960 in New York mit dem israelischen Ministerpräsidenten David Ben-Gurion zusammen. Nach Einschätzung des Historikers Daniel Marwecki war die Motivation Adenauers auch die politische Rehabilitation der BRD, denn dies half bei der Integration in das Bündnis westlicher Staaten. Nach Aufnahme diplomatischer Beziehungen zu Israel 1965 reiste er im Herbst 1966 als erster hochrangiger deutscher Politiker nach dem Zweiten Weltkrieg nach Israel.

#### Attentat auf Adenauer

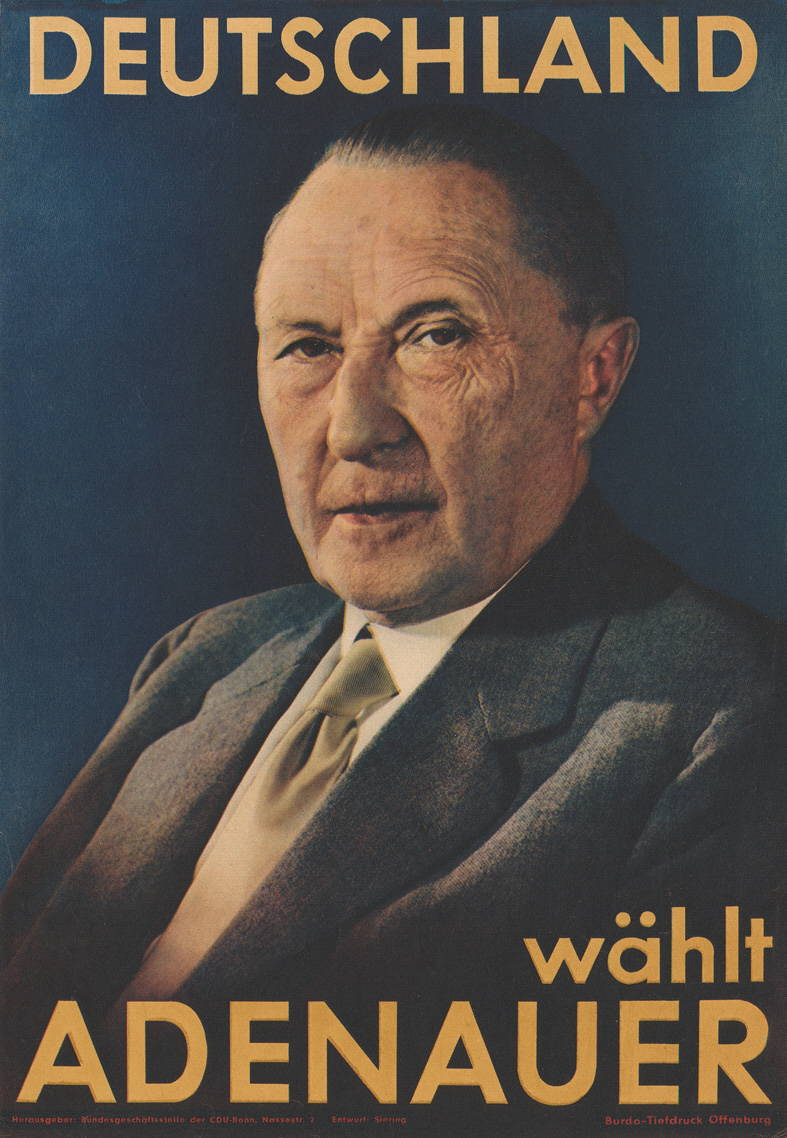
Wahlkampfplakat der CDU (1953)

Am 27. März 1952 explodierte ein an Bundeskanzler Adenauer adressiertes Päckchen im Polizeipräsidium München und tötete einen Polizeibeamten. Da die Ermittlungen zu Splittergruppen der 1948 aufgelösten jüdischen Partisanen- und Untergrundorganisation Irgun Zwai Leumi führten, entschloss sich die Bundesregierung, das Beweismaterial geheim zu halten, um keine antisemitischen Reaktionen in der Öffentlichkeit zu provozieren; fünf Verdächtige wurden nach Israel abgeschoben. Israels Premierminister David Ben-Gurion begrüßte diese Entscheidung und soll sich Adenauer zeitlebens dafür verbunden gezeigt haben. Um die allmählich neu erwachsenden bilateralen Beziehungen nicht noch zusätzlich zu belasten, stellten die deutschen Behörden die Ermittlungen ein. Als Grund für das Attentat wurde später die angeblich verfehlte Reparationspolitik der Bundesregierung gegenüber Israel genannt.

#### Deutschlandpolitik und Verhältnis zur Sowjetunion
Die enge Politik der Westbindung führte unter den damaligen Gegebenheiten zwangsläufig zum Konflikt mit der Sowjetunion. Die in der Folge des Zweiten Weltkriegs zu Tage getretenen ideologischen Gegensätze führten zur Teilung Europas und der Welt in zwei Blöcke: dem Ostblock unter der damals noch unstrittigen Führung der Sowjetunion und dem westlichen Lager unter der Führung der USA.
Obwohl er öffentlich anerkannte, dass in allen Staaten Osteuropas nach dem Zweiten Weltkrieg ein berechtigtes Misstrauen gegenüber Deutschland herrschte, weigerte sich Adenauer, auf die politischen Forderungen der Ostblockstaaten einzugehen. Für ihn war eine Wiedervereinigung nur möglich und anzustreben, wenn diese mit freien, demokratischen Wahlen einhergehen würde. Für ihn führte der Kurs der Stärke, zumindest öffentlichen Bekundungen nach, langfristig zur Wiedervereinigung unter freien Bedingungen. Kooperation mit der kommunistischen DDR war für ihn nur in sehr kleinen Schritten möglich. Auf damals häufige deutschlandpolitische Konzepte, die eine Neutralität und einen „dritten Weg“ zwischen westlichem und östlichem System in einem Gesamtdeutschland vorsahen, gab er zunächst nichts. Deutschland müsse sich, nach dem „von Deutschen vom Zaune gebrochenen Krieg“, das Vertrauen der freien Welt wieder verdienen und dürfe keine Schaukelpolitik treiben. Adenauer lehnte daher im Jahr 1952 die Stalin-Noten ab, in denen Stalin eine Wiedervereinigung und freie Wahlen unter der Bedingung der Neutralität des vereinigten Deutschlands vorschlug.

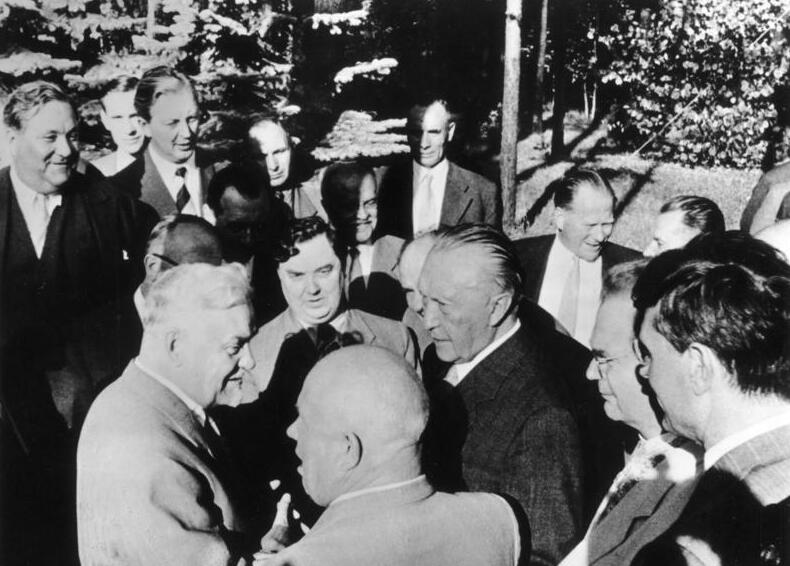
Gespräche in Moskau 1955: im Vordergrund Bulganin, Malenkow und Chruschtschow mit Adenauer, im Hintergrund Schmid, Kiesinger und Molotow

Nachdem die Sowjetunion im Januar 1955 offiziell den Kriegszustand mit Deutschland beendet hatte, reiste Adenauer im September 1955 mit einer großen Delegation nach Moskau und erreichte die Freilassung der letzten 9626 deutschen Kriegsgefangenen aus dem Zweiten Weltkrieg, welche sich noch – als „Kriegsverbrecher“ verurteilt – in sowjetischer Gefangenschaft befanden. Als nach dem Tod Adenauers (1967) in einer Umfrage nach dessen größter Leistung gefragt wurde, wurde die so genannte Heimkehr der Zehntausend am häufigsten genannt. Gleichzeitig vereinbarte er die Aufnahme diplomatischer Beziehungen zwischen beiden Staaten. Wenige Tage nach seiner Rückkehr nach Bonn setzte Adenauer die Hallstein-Doktrin durch, die den Alleinvertretungsanspruch der Bundesrepublik für Deutschland festschrieb und die Aufnahme diplomatischer Beziehungen zu den übrigen Ostblock-Staaten bis zur „Ostpolitik“ Willy Brandts blockierte. Einen ersten Ansatz zur Ostpolitik probierte Adenauer im März 1958 aus: Ohne Beachtung der Öffentlichkeit sondierte er bei Botschafter Andrei Andrejewitsch Smirnow, ob die Sowjetunion nicht der DDR den Status Österreichs gewähren könne, das heißt, freie Selbstbestimmung bei international garantierter Neutralität. Von der Möglichkeit einer Wiedervereinigung war keine Rede, Adenauer betonte, er betrachte die Sache „nicht vom Standpunkt des deutschen Nationalismus“. Offenkundig war er bereit, das Wiedervereinigungsgebot des Grundgesetzes hintanzustellen, wenn sich nur die Lebenssituation der DDR-Bürger verbessern ließe. Der Versuch blieb ohne Erfolg.
In Adenauers politischem Denken war der expansionistische Charakter der Politik der Sowjetunion, die er in seinen Reden gerne als „Sowjetrussland“ oder „Moskau“ umschrieb, eine feste Größe: „Moskaus Ziel ist auch heute noch ohne jegliche Einschränkung die Eroberung der Welt und die Herrschaft des Kommunismus.“ Später differenzierte er diese Sicht der Dinge, als er auf seinem letzten CDU-Bundesparteitag im März 1966 die Meinung äußerte, „[…] daß die Sowjetunion in die Reihe der Völker eingetreten ist, die den Frieden wollen.“ Anlass dafür war die erfolgreiche sowjetische Vermittlung im Indisch-Pakistanischen Krieg von 1965/1966. Mit dieser Äußerung irritierte Adenauer viele seiner Anhänger.

#### Wirtschafts- und Sozialpolitik

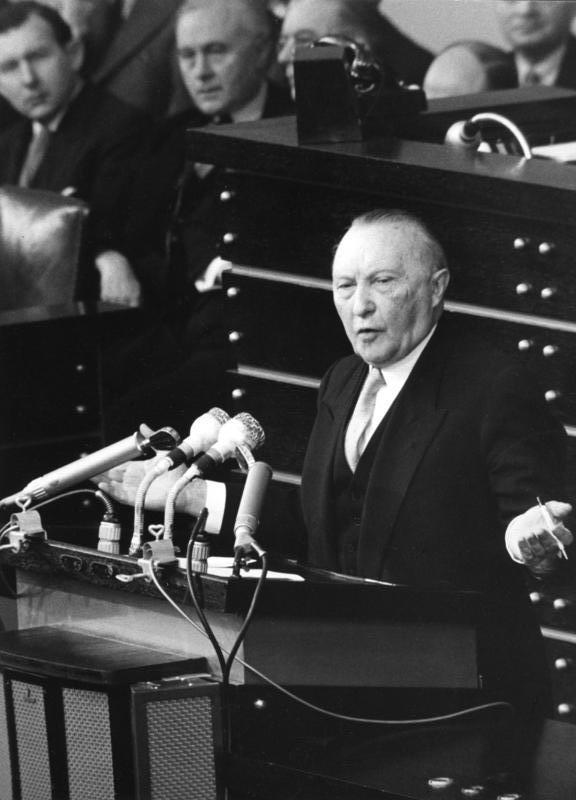
Adenauer im Bundestag (1955)

In wirtschaftspolitischen Fragen ließ sich Adenauer vor allem von seinem Duz-Freund, dem Kölner Bankier Robert Pferdmenges, beraten. Nachdem die Grundsatzentscheidung für die Soziale Marktwirtschaft gefallen war, überließ Adenauer die Wirtschafts- und Sozialpolitik weitgehend seinen Fachministern, insbesondere dem Bundeswirtschaftsminister Ludwig Erhard. Er selbst konzentrierte sich auf die Außenpolitik. „Von der Außenpolitik, der außenpolitischen Entwicklung hängt alles ab, hängt die ganze Wirtschaft ab, hängt ab, was wir auf sozialem Gebiet machen“, so seine Begründung.
Allerdings war Adenauer im Vergleich zu Erhard wesentlich aufgeschlossener gegenüber Wirtschaftsverbänden und Gewerkschaften. Auch in die Sozialpolitik mischte er sich ein: Im Jahr 1957 beispielsweise setzte Adenauer – gegen den Rat von Ludwig Erhard – die Umstellung der gesetzlichen Rentenversicherung auf eine Umlagefinanzierung durch. Dadurch wurde es möglich, die Renten einmalig erheblich anzuheben und sie fortan jedes Jahr proportional zur Entwicklung der Bruttolöhne zu erhöhen. Die früher alltägliche Altersarmut als Folge steigender Verbraucherpreise bei stagnierenden Renten verschwand dadurch für Jahrzehnte. Über Warnungen seines Wirtschaftsministers soll sich Adenauer mit dem Hinweis „Kinder kriegen die Leute immer“ hinweggesetzt haben. Befürworter des Umlageverfahrens beriefen sich auch auf das sogenannte Mackenroth-Theorem, nach dem die Finanzierung der Renten immer aus dem laufenden Volkseinkommen erfolgen müsse.
Neben seinem Engagement für das Umlageverfahren setzte sich Adenauer auch dafür ein, die Kriegsfolgen sozial aufzufangen. Dies führte zu Gesetzen zur Versorgung von Kriegsbeschädigten und -hinterbliebenen, zu Eingliederungsgesetzen für Vertriebene und Flüchtlinge und dem sogenannten Lastenausgleich. Darüber hinaus trat Adenauer dafür ein, möglichst viele Menschen am Wirtschaftswunder und seinen Erfolgen teilhaben zu lassen. Dies führte zum Betriebsverfassungsgesetz (unter anderem Mitbestimmung), zum Montan-Mitbestimmungsgesetz, der Teilprivatisierung von Firmen wie Preussag und Volkswagen mit sogenannten Volksaktien sowie zum Vermögensbildungsgesetz.

#### Gesellschaftspolitik

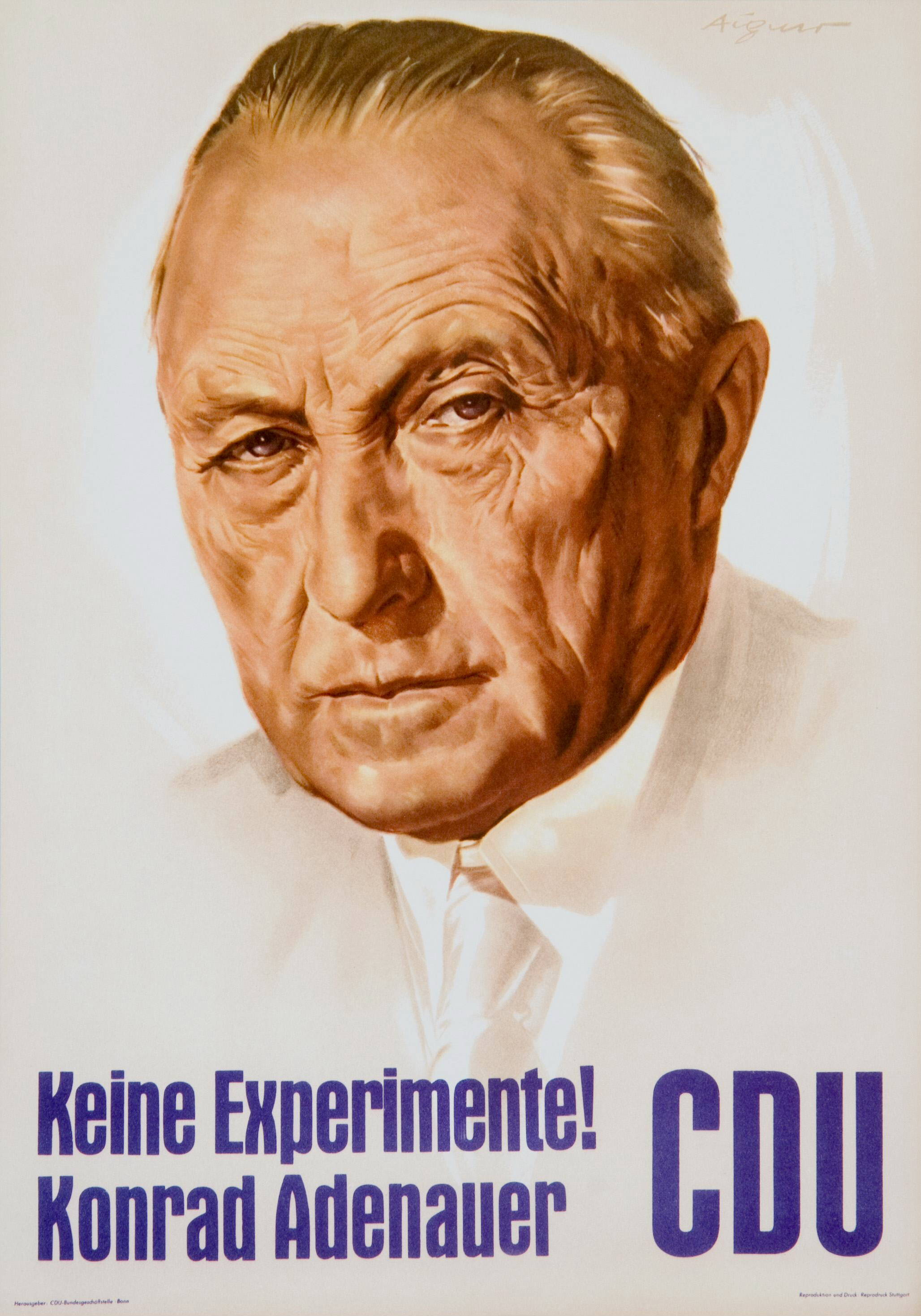
Plakat zur Bundestagswahl 1957

In Adenauers Amtszeit war die Außenpolitik am heftigsten umstritten. Im Nachhinein wird er aber häufig für seine gesellschaftspolitischen Maßnahmen kritisiert. Während es ihm gelang, die Bundesrepublik außenpolitisch bis zur Wiedervereinigung in ihren Grundzügen festzulegen, versuchte Adenauer gesellschaftspolitisch eine konservative Politik aus Kaiserreich und Weimarer Republik weiterzuverfolgen. Der Slogan „Keine Experimente“, eigentlich nur auf die Außenpolitik bezogen, wurde im öffentlichen Verständnis zum charakterisierenden Begriff der Politik Adenauers.
Adenauer setzte auf einen konfrontativen Kurs gegenüber den Kommunisten, aber auch den Sozialdemokraten. Die Sozialdemokraten waren seiner Rhetorik nach ideologisch eng mit den Kommunisten verwandt; besonders misstrauisch war er gegenüber Herbert Wehner. In seine Amtszeit fielen 1950 der sogenannte Adenauer-Erlass zur Verfassungstreue der öffentlich Bediensteten und das von der Bundesregierung beantragte und vom Bundesverfassungsgericht 1956 ausgesprochene KPD-Verbot, wenige Jahre nach dem Verbot der NSDAP-Nachfolgepartei Sozialistische Reichspartei (SRP). Die 1952 gegründete Bundeszentrale für Heimatdienst, Vorläufer der Bundeszentrale für politische Bildung, verfolgte im Kalten Krieg einen strikt antikommunistischen Kurs.

#### Amnestiepolitik
Während Adenauer vehement versuchte, jeden Ansatz kommunistischer Politik im Zweifel auch strafrechtlich zu unterbinden, verfolgte er die Strategie, auch ehemalige Amtsträger des NS-Staats einzugliedern, sofern sie sich zur Bundesrepublik und zur Demokratie bekannten. Am symbolträchtigsten geschah dies mit Hans Globke. Der ehemalige Herausgeber des Kommentars zu den Nürnberger Rassegesetzen und Hauptverantwortliche für die antisemitische nationalsozialistische Namensänderungsverordnung leitete seit Oktober 1953 für Adenauer das Bundeskanzleramt. Adenauer ließ sich durch alle Kritik nicht davon abbringen, ihm die Stelle zu erhalten. Die Organisation Gehlen, deren Chef und zahlreiche Mitarbeiter ebenfalls schon in ähnlichen Aufgaben für das NS-Regime gearbeitet hatten, ging im Wesentlichen unverändert im Bundesnachrichtendienst auf. Ebenso 1953 berief Adenauer den früheren Nationalsozialisten Theodor Oberländer zum Minister für Vertriebene, Flüchtlinge und Kriegsgeschädigte. Noch wirkungsreicher aber war, dass der FDP-Justizminister Thomas Dehler mit Adenauers Zustimmung in das neu aufzubauende Justizministerium und die Gerichtsbarkeit viele Juristen aus der Zeit des Nationalsozialismus übernahm. Adenauer sprach sich für ein Ende der Entnazifizierung aus. Er, der immer wieder betont hatte, dass man beim Aufbau des Außenministeriums auf erfahrene Diplomaten zurückgreifen müsse, sagte in der Bundestagsdebatte über den Ausschussbericht im Oktober 1952 unter anderem:

„Wir sollten jetzt mit der Naziriecherei einmal Schluss machen, denn, verlassen Sie sich darauf, wenn wir damit anfangen, weiß man nicht, wo es aufhört.“

In die frühen Jahre der Regierung Adenauer fiel die Diffamierung der im Rahmen des War Crimes Programs geführten Kriegsverbrecher-Prozesse der Alliierten durch Teile der Kirchen, Presse und Parteien als „Siegerjustiz“. Bereits ab 1949 erklärte Adenauer, sich für die im Zuge der Nürnberger Prozesse inhaftierten NS-Verbrecher einzusetzen, für so manche „Verfehlung“ müsse man Verständnis aufbringen, so Adenauer. Unter Adenauer erfolgten umfangreiche Revisionen der Urteile und das Straffreiheitsgesetz 1954 für „NS-Minderbelastete“. 1958 kamen dann die letzten vier „Landsberger“ durch Adenauers Zutun auf freien Fuß.

#### Adenauer und die katholische Kirche

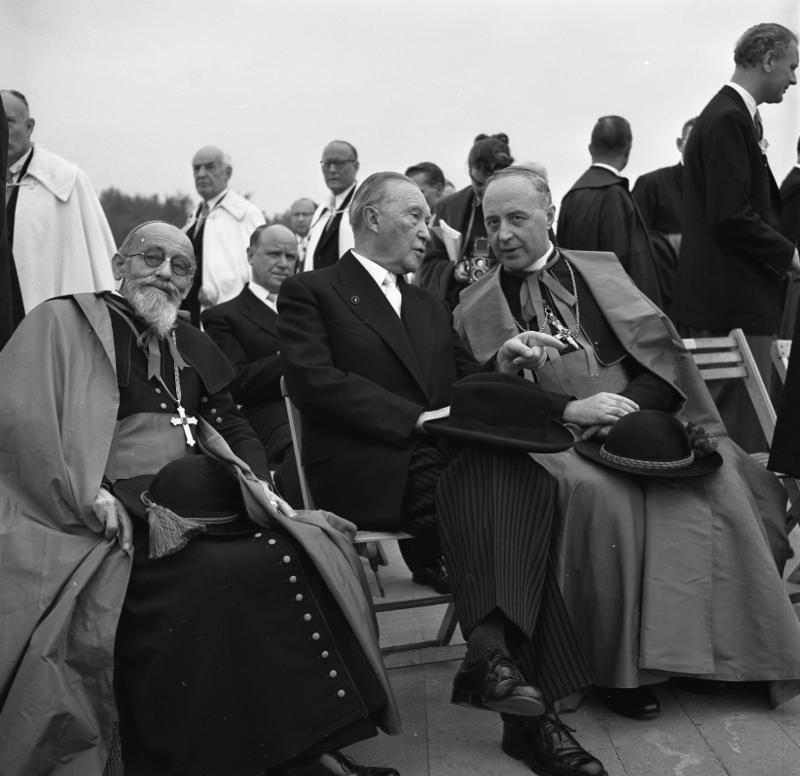
Adenauer mit Kardinal Joseph Wendel (rechts) und Bischof Karl Christian Weber beim Katholikentag in Köln (1956)

Da Adenauer bekennender und praktizierender Katholik war, argwöhnten viele Zeitgenossen, seine Politik sei von der Kirche beeinflusst. Soweit es um weltanschauliche Dinge ging, bemühte er sich, Ansichten zu vertreten, die von gläubigen Christen beider Konfessionen unterstützt wurden. Adenauer erreichte, dass im traditionell konfessionell zerstrittenen Deutschland eine Partei mit christlichen Grundsätzen entstand, die für beide Konfessionen wählbar war. Daher konnte sich die Deutsche Zentrumspartei nicht mehr als alleinige Partei der Katholiken betrachten. Zum Ende seiner Regierungszeit spielten denn auch konfessionelle Motive bei den Wahlen nur noch eine geringere Rolle.
Dennoch wurde ihm oft unterstellt, er habe die Wiedervereinigung nicht gewollt, um eine protestantische Wählermehrheit oder eine der Sozialdemokraten zu verhindern. Er hatte schon 1946 vor dem Zonenausschuss der CDU davor gewarnt, dass bei politischer und wirtschaftlicher Gleichstellung der sowjetisch besetzten Zone die Sozialdemokraten bei Wahlen die Mehrheit bekämen.

#### Adenauer als Wahlkämpfer
Konrad Adenauer galt bei seinen Anhängern als unübertrefflicher Wahlkämpfer. Für ihn begann die nächste Wahl am Tag nach der Wahl. Neben seinem Sinn für wichtige Themen zeichneten ihn Schlagfertigkeit und eine für sein Alter ungewöhnliche Leistungsfähigkeit aus. Besonders im Wahlkampf zeigte sich seine Neigung zu ironischen und verletzenden Bemerkungen: »Wenn irgendjemand von seinen politischen Gegnern mit der größten Rücksicht behandelt worden ist, so ist es Herr Brandt, alias Frahm« – womit er auf die uneheliche Geburt des späteren Bundeskanzlers anspielte, die damals als gesellschaftlicher Makel galt.
Trotz einer ihm früher unterstellten schwachen Gesundheit – vom Militärdienst war er wegen schwächlicher Konstitution befreit worden, später wollte ihn aus dem gleichen Grund keine Lebensversicherung haben und auf zwei schwere Grippe-Erkrankungen ihres Chefs musste seine Umgebung sich jedes Jahr einstellen – konnte er mehrere Veranstaltungen pro Tag bestreiten, nebenher die Regierungsgeschäfte erledigen, bis in die Nacht mit Journalisten diskutieren und am nächsten Tag in voller Frische antreten. Dem widersprechen allerdings teilweise Berichte, dass er infolge eines Unfalls nicht mehr ohne Tabletten schlafen konnte und mittags oft Schlaf brauchte. Als Bundeskanzler nahm er gelegentlich das Aufputschmittel Pervitin, vor längeren Verhandlungen auch Ritalin. Herz und Blutgefäße waren bemerkenswert gesund, was auch daran lag, dass Adenauer nicht rauchte und bei einer für die damalige Zeit ungewöhnlichen Körpergröße von 186 cm keine 70 Kilo wog. Der damals 73-jährige Adenauer hatte bereits auf der Rhöndorfer Konferenz 1949 seinen Arzt Paul Martini zitiert, der meinte, Adenauer könne gesundheitlich problemlos noch ein oder zwei Jahre Kanzler bleiben. Tatsächlich erreichte er eine Amtszeit von 14 Jahren, was erst von Helmut Kohl und Angela Merkel übertroffen wurde.

#### Späte Zeit als Bundeskanzler

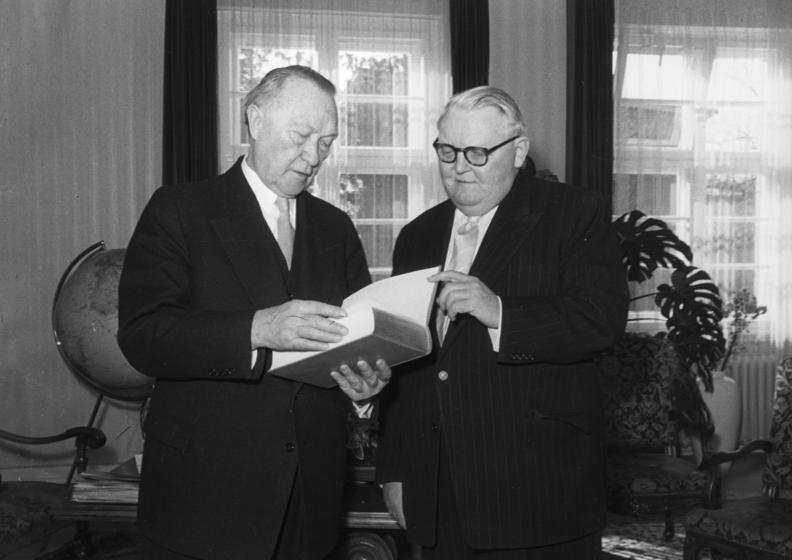
Adenauer und Erhard (1956)

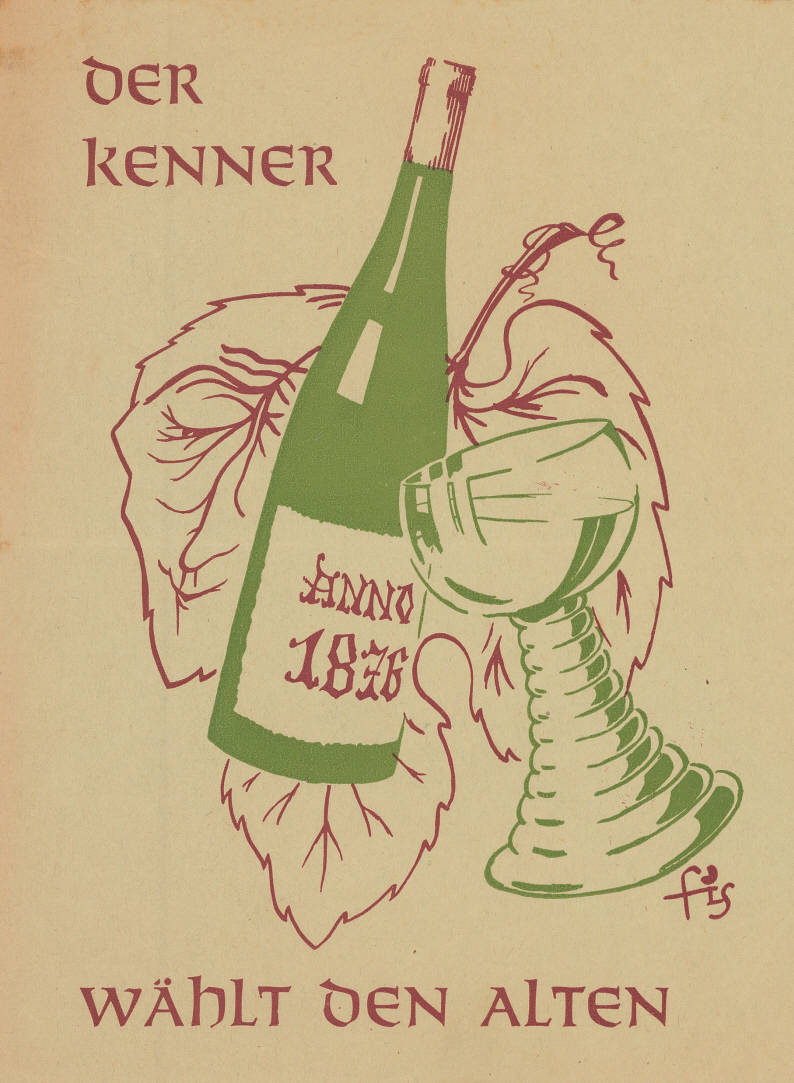
CDU-Wahlplakat mit Slogan „Der Kenner wählt den Alten“ und Adenauers Gesicht auf Weinblatt (1961, Anspielung auf Adenauers Spitznamen „Der Alte aus Rhöndorf“)

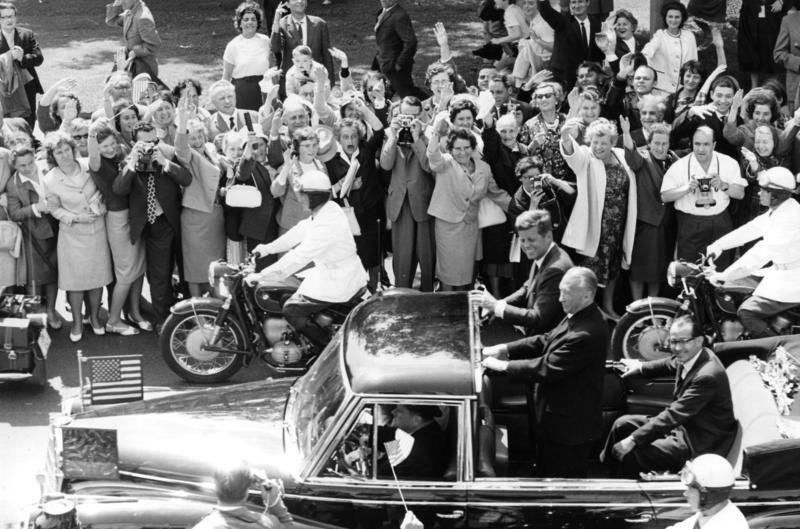
Adenauer mit John F. Kennedy (1963)

1959 brachte sich Adenauer als Kandidat für das Amt des Bundespräsidenten ins Gespräch, nachdem er vorher vergeblich versucht hatte, Ludwig Erhard auf diesen Posten wegzuloben. Das Amt stand zur Disposition, weil laut Grundgesetz nur eine einmalige Wiederwahl möglich war und Theodor Heuss’ zweite Amtszeit am 12. September 1959 endete. Adenauer hatte den Plan, in die Villa Hammerschmidt zu wechseln, bereits 1957 ins Auge gefasst und beabsichtigte, als Bundespräsident weiter aktiv Einfluss auf die Regierungspolitik zu nehmen, das heißt, das politische Gewicht des Amts des Bundespräsidenten spürbar zu stärken.
Nach einigen Wochen zog Adenauer seine Kandidatur wieder zurück, nachdem sowohl Heuss als auch einflussreiche Parlamentarier ihren Widerstand gegen Adenauers Absicht, die Machtgewichtungen im politischen System zu verändern, auch mit verfassungsrechtlichen Argumenten deutlich gemacht hatten. Hinzu kam, dass Adenauer die Wahl Erhards zum Bundeskanzler verhindern wollte. Seinen Verzicht auf die Kandidatur begründete Adenauer am 5. Juni 1959 damit, dass sich inzwischen die außenpolitische Situation verschlechtert habe und er bei dieser Entwicklung es nicht verantworten könne, den jetzigen Posten als Bundeskanzler zu verlassen. Zum Bundespräsidenten wurde am 1. Juli 1959 der bisherige Landwirtschaftsminister Heinrich Lübke gewählt.
Adenauers Versuch, ein vom Bund kontrolliertes Deutschland-Fernsehen als Konkurrenz zu der von den Ländern kontrollierten ARD aufzubauen, scheiterte im Februar 1961 am 1. Rundfunk-Urteil des Bundesverfassungsgerichts. In die Zeit des Wahlkampfs zur Bundestagswahl 1961 fiel der Bau der Berliner Mauer am 13. August 1961. Mit seiner Entscheidung, erst zwei Wochen später West-Berlin zu besuchen, erntete er Unverständnis, ebenso mit seiner deutlichen Kritik an Berlins Regierendem Bürgermeister Willy Brandt. Wie später bekannt wurde, schlug Adenauer 1961/62 der US-Regierung unter John F. Kennedy vor, in geheimen Verhandlungen den Sowjets West-Berlin im Tausch gegen Thüringen und Teile von Sachsen und Mecklenburg anzubieten.

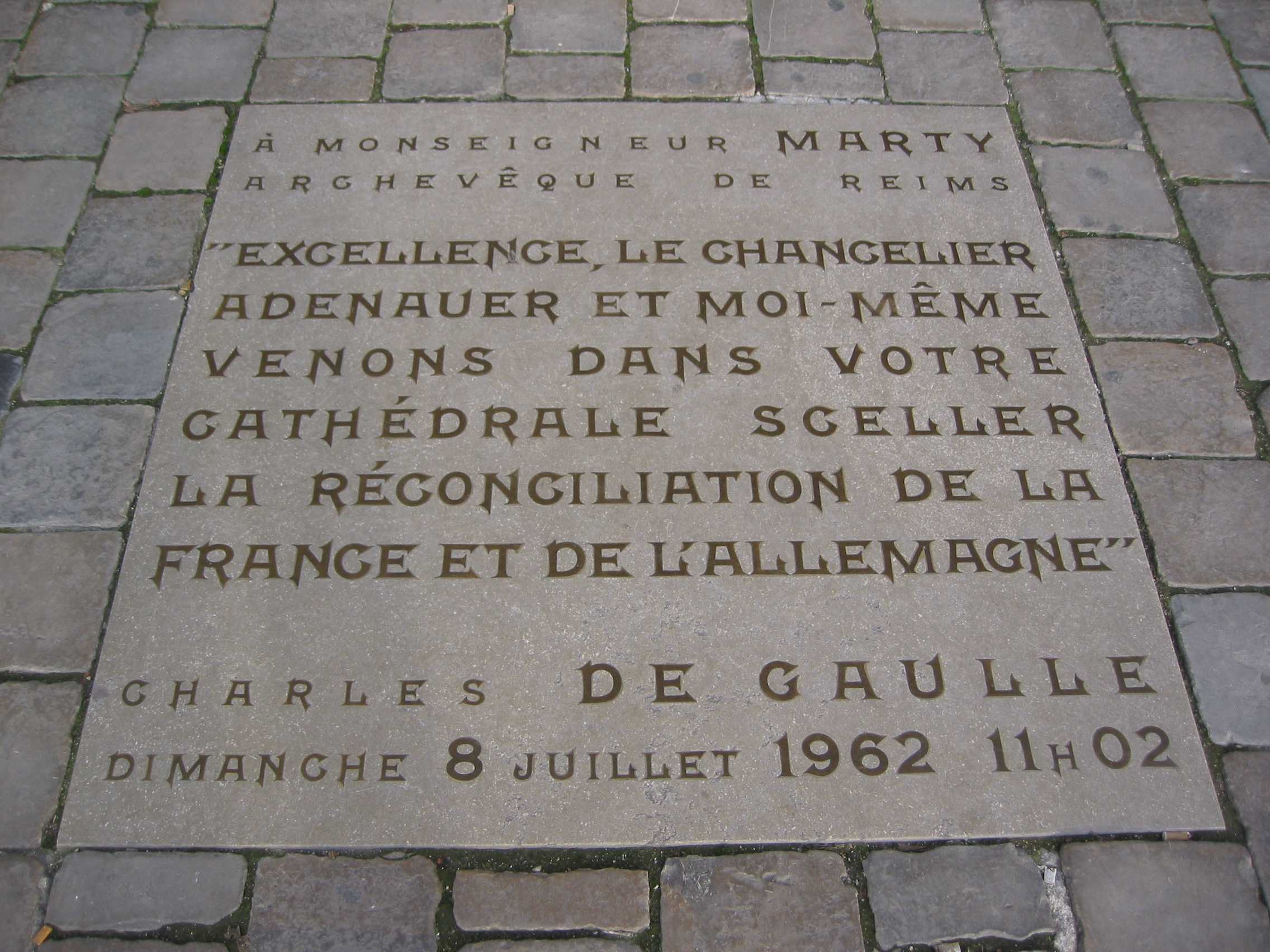
Bodenplatte vor der Kathedrale zu Reims anlässlich des 8. Juli 1962

Ein weiteres langfristiges Ergebnis Adenauers Politik betraf die Aussöhnung mit Frankreich. Im Juli 1962 nahmen Adenauer und de Gaulle an einer symbolträchtigen Versöhnungsmesse in der Kathedrale von Reims teil. Ein Höhepunkt in seiner letzten Amtszeit war im Januar 1963 der Abschluss des Élysée-Vertrags zwischen der Französischen Republik und der Bundesrepublik Deutschland. Mit diesem Vertragswerk besiegelten Adenauer und de Gaulle offiziell das Ende der langdauernden, sogenannten „Erbfeindschaft“ zwischen beiden Ländern. Beide Regierungen vereinbarten eine enge Zusammenarbeit beider Länder mit regelmäßigen Regierungskonsultationen.
Mit dieser profranzösischen Haltung korrespondierte die Distanz Adenauers zu Großbritannien. Die britische Regierung hatte sich im Dezember 1961 und nachfolgend in mehreren Konferenzen um den Beitritt zur Europäischen Wirtschaftsgemeinschaft (EWG) bemüht. Dagegen legte de Gaulle – unterstützt von Adenauer – ein Veto ein.

#### Rücktritt
In seinen letzten Jahren als Kanzler kämpfte er darum, so lange wie möglich im Amt zu bleiben, nicht zuletzt, um die Wahl Ludwig Erhards als Nachfolger zu verhindern. An dem langanhaltenden Streit um seine Nachfolge war er nicht unbeteiligt. Den in der Bevölkerung vor allem wegen seiner erfolgreichen Wirtschaftspolitik geschätzten Wirtschaftsminister Ludwig Erhard hielt er für ungeeignet: aufgrund seiner jahrelangen Erfahrungen in der Zusammenarbeit mit ihm bezweifelte er dessen Führungsqualitäten, kritisierte seine hin und wieder unbedachten Äußerungen und vermisste eine Unterstützung von Erhard durch die Partei. Er traute ihm nicht zu, die Fülle der außenpolitischen Probleme zu bewältigen, die sich nicht nur in Europa, sondern seit dem Bau der Berliner Mauer (13. August 1961) und der Kubakrise (22. Oktober 1962) auch im Verhältnis zu den USA und der Sowjetunion aufgebaut hatten.
In einer Rede vor dem Bundestag vom 6. April 1960 sagte er

„Keine Wirtschaftspolitik kann in einer Welt wie der unsrigen für sich allein dastehen, wenn der außenpolitische Boden nicht gegeben ist […] Wenn irgendwo in der Politik ein Stein auf dem anderen steht, dann ist es in der Außenpolitik. In der Innenpolitik kann man seine Meinung ändern; man kann korrigieren.“

Adenauer unternahm indessen nichts, einen besseren Kandidaten aufzubauen. Die zwischenzeitlichen Favoriten Adenauers, die Bundesminister Franz Etzel, Heinrich Krone und Gerhard Schröder, bekamen nie genug Unterstützung von ihm, als dass sie ernsthafte Herausforderer des populären Erhard hätten werden können. Diese Ideen scheiterten aber am Ergebnis der Bundestagswahl 1961, bei der die CDU/CSU (45,3 %) die absolute Mehrheit verlor. Die FDP (12,8 %) machte ihren Eintritt in eine Koalition – und damit auch die erneute Wahl Konrad Adenauers als Bundeskanzler – davon abhängig, dass er verbindlich erkläre, innerhalb der nächsten Legislaturperiode zurückzutreten und dies so rechtzeitig tat, dass sein Nachfolger noch Zeit hätte, sich einzuarbeiten. Adenauer stimmte zu, weigerte sich aber, einen verbindlichen Termin zu nennen. Erich Mende, der Parteivorsitzende der FDP, wollte auf das bloße Wort des Kanzlers nicht vertrauen und verlangte von ihm eine schriftliche Bestätigung. Nur Mende und Heinrich Krone (CDU) erhielten Exemplare dieses Briefes.
In der Spiegel-Affäre 1962 stellte sich Adenauer schützend vor seinen Innenminister Hermann Höcherl und erklärte wahrheitswidrig vor dem Bundestag, es gäbe einen „Abgrund an Landesverrat im Lande“. Dieser oft zitierte Ausspruch wird in der Forschung unterschiedlich bewertet. Henning Köhler attestiert ihm eine „nicht zu überbietende Simplizität“, Hans-Ulrich Wehler nennt ihn „eine gekonnte Dramatisierung“, während Edgar Wolfrum darin eine „bedenkliche[n] Vorverurteilung“ der verhafteten Spiegel-Redakteure Rudolf Augstein und Conrad Ahlers sieht.
Laut dem Rechtswissenschaftler Wolfgang Hoffmann-Riem zeigten dieser Ausspruch und Adenauers Zusatz, der Spiegel treibe „systematisch, um Geld zu verdienen, Landesverrat“, dass der Kanzler „jegliches Augenmaß verloren“ hatte.
Nun wurde klar, dass der Termin für einen Rücktritt näher rückte. Zwar versuchte Adenauer weiterhin, Erhard als Nachfolger zu verhindern, bzw., wie er selbst es formulierte, „auf Null zu bringen“, doch in der Vorstandssitzung der Bundestagsfraktion vom 22. September 1963 verzichteten alle sonst in Frage kommenden CDU-Politiker auf eine Kandidatur. Einen Tag später wurde Erhard von der Unionsfraktion mit großer Mehrheit zum Nachfolger bestimmt. Am 15. Oktober 1963 wurde Adenauer in einer Feierstunde des Bundestags als Bundeskanzler verabschiedet. Am 15. Oktober 1963, dem letzten Tag seiner offiziellen Kanzlerschaft, sagte Bundestagspräsident Eugen Gerstenmaier zur Würdigung des scheidenden Kanzlers: „Konrad Adenauer hat sich um das Vaterland verdient gemacht.“
Häufig wurde Adenauer als „der Alte“ bezeichnet. Seine gesundheitlichen Probleme nahmen zu. Eine der Öffentlichkeit im Januar 1962 mitgeteilte »schwere Bronchitis« war tatsächlich ein Herzinfarkt.

### Späte Jahre und Tod

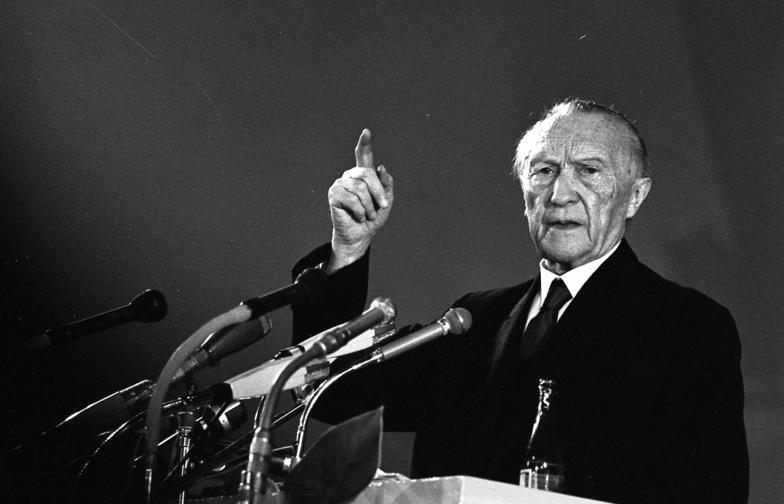
Auf dem Bundesparteitag 1965 in Düsseldorf

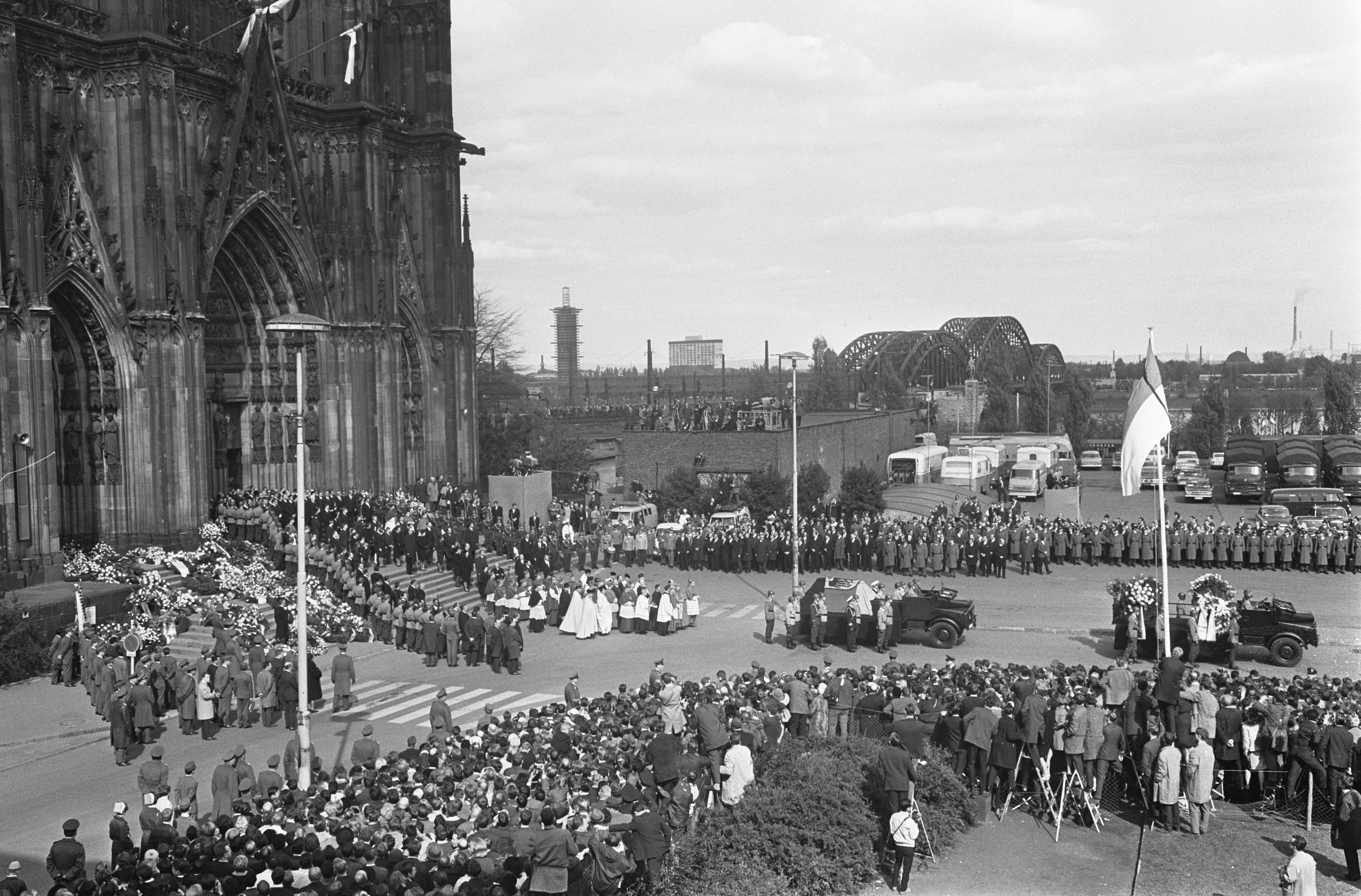
Trauerfeier für Konrad Adenauer, 25. April 1967

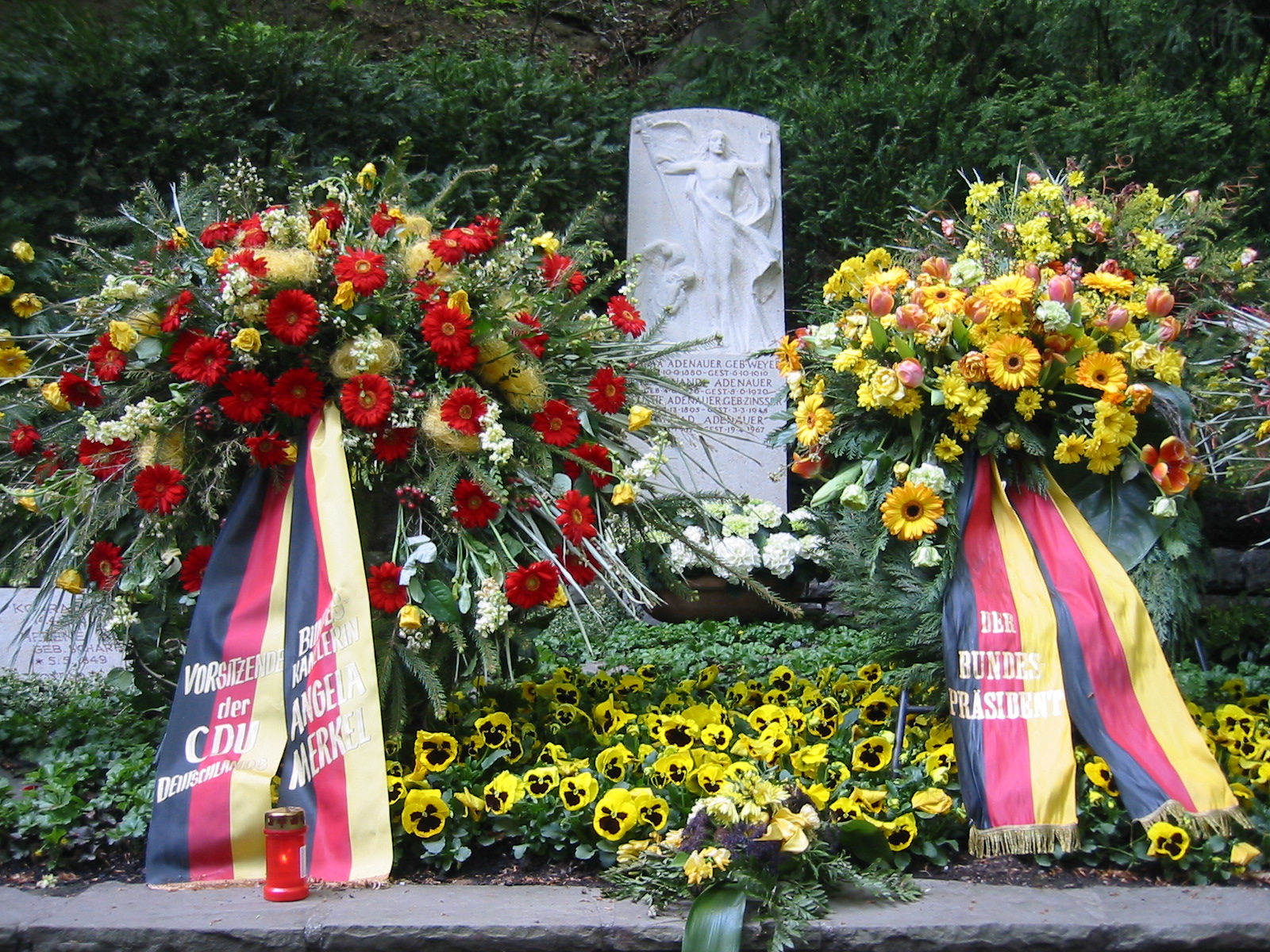
Grab auf dem Waldfriedhof in Rhöndorf (2007)

Auch nach seinem Rückzug aus dem Kanzleramt kritisierte Adenauer, der bis 1966 CDU-Vorsitzender und bis zu seinem Tod Bundestagsabgeordneter blieb, seinen ungeliebten Nachfolger. Er griff durch Zeitungsartikel, Reden und Interviews noch ins politische Geschehen ein und äußerte sich vor der Bundestagswahl 1965 positiv über eine mögliche große Koalition. Kurz vor seinem Tod erlebte er das Scheitern Erhards als Bundeskanzler – „Der eine is wech!“ war sein Kommentar. Nach dem Beginn der Großen Koalition am 1. Dezember 1966 unter Kurt Georg Kiesinger vertrat Adenauer die Meinung, dass diplomatische Beziehungen zu Staaten Osteuropas möglich seien, was eine grundsätzliche Abkehr von der Hallstein-Doktrin bedeutete. Noch vom Sterbebett aus unterstützte er Kiesinger mit Ratschlägen. Weiterhin unternahm er mehrere Auslandsreisen. 
In den Jahren nach seiner Kanzlerschaft schrieb Adenauer unter Mithilfe seiner langjährigen Sekretärin Anneliese Poppinga seine in mehreren Bänden erschienenen Memoiren über seine politische Tätigkeit nach 1945, die in Teilen ins Englische, Französische, Italienische und Russische übersetzt wurden.
Von einer letzten Spanienreise brachte Adenauer im Frühjahr 1967 eine Grippe mit, die sich zu einer Lungenentzündung verschlimmerte. Dennoch besuchte er am Ostermontag noch einmal die Messe, das letzte Mal, dass er sein Haus in Rhöndorf verließ. Am 28. März erlitt er einen Herzinfarkt, was die Ärzte vor das Dilemma stellte, dass die Medikamente dagegen den Kreislauf weiter belasten würden. Am 12. April nahm er Abschied von seinen Kindern. Dabei fiel das oft zitierte Wort: „Da jitt et nix zo kriesche!“ („Da gibt es nichts zu weinen!“, gerichtet an seine Tochter Libet, die in Tränen ausgebrochen war). Einige Tage später konfrontierte er einen jungen Arzt, der über Nacht bei ihm geblieben war, ob er es „verantworten könne, etwas am Leben zu halten, das nicht mehr fähig war“. Adenauer starb am 19. April 1967 um 13:21 Uhr im Alter von 91 Jahren.
Sechs Tage nach seinem Tod, am Morgen des 25. April 1967, fand im Plenarsaal des Deutschen Bundestags ein Staatsakt zu Ehren Adenauers statt. Daran schloss sich das Staatsbegräbnis an, an dem neben Frankreichs Staatspräsident de Gaulle und US-Präsident Johnson 12 Regierungschefs sowie Außenminister und Botschafter aus insgesamt 180 Staaten teilnahmen. Die Verabschiedung Adenauers erfolgte mit einem Requiem im Kölner Dom. Erzbischof Josef Kardinal Frings zelebrierte das Pontifikalamt. Am Sarg hielten hochrangige Offiziere der Bundeswehr, allesamt Ritterkreuzträger, abwechselnd die Ehrenwache. Anschließend überführte die Bundesmarine den Sarg mit dem Schnellboot Kondor in einem Schiffskonvoi auf dem Rhein nach Bad Honnef/Rhöndorf. Dort wurde Adenauer auf dem Waldfriedhof beigesetzt.

### Familie und Privates

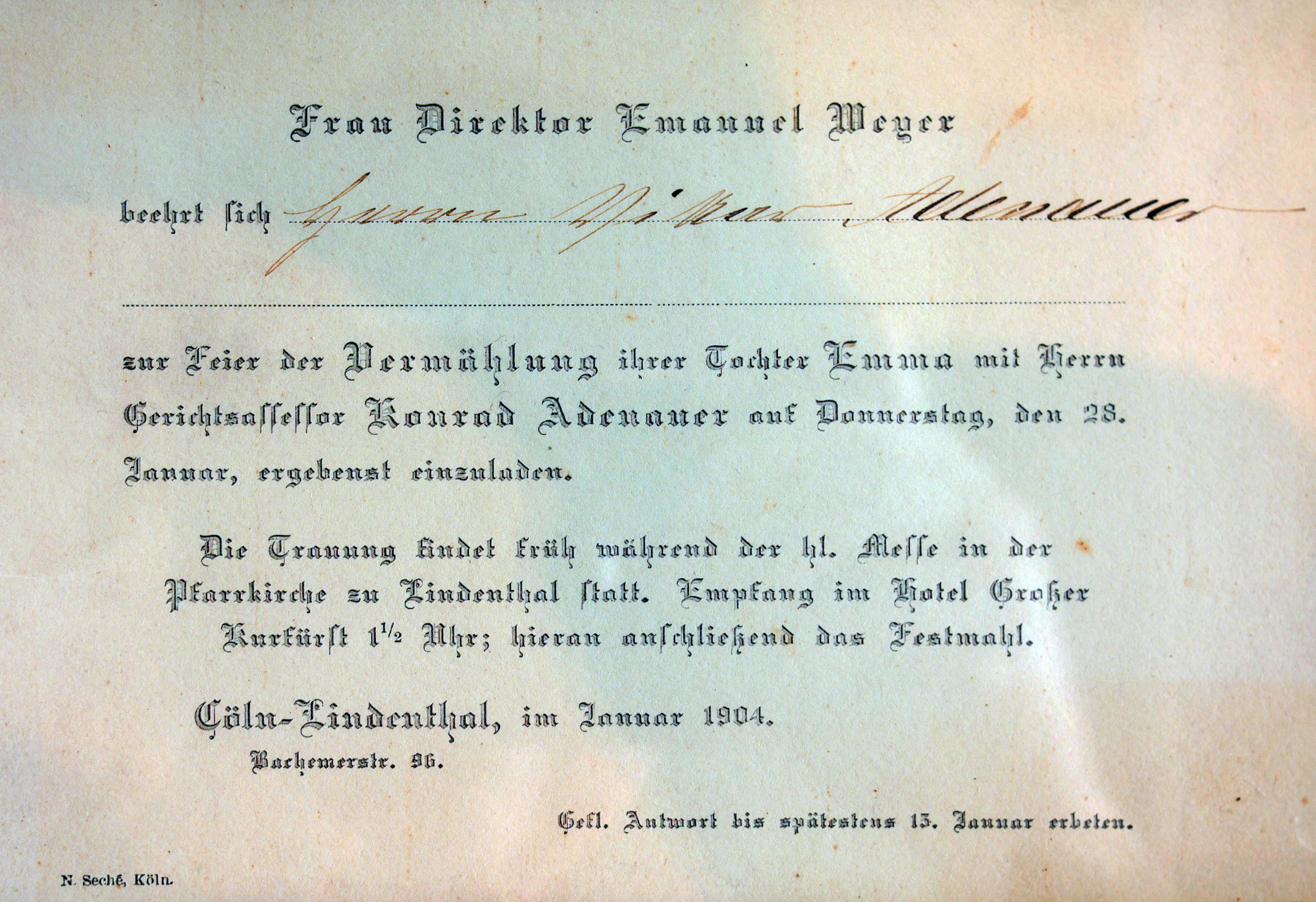
Einladung zur Hochzeit mit Emma Weyer (1904)

Stammbaum Konrad Adenauer (Auszug)

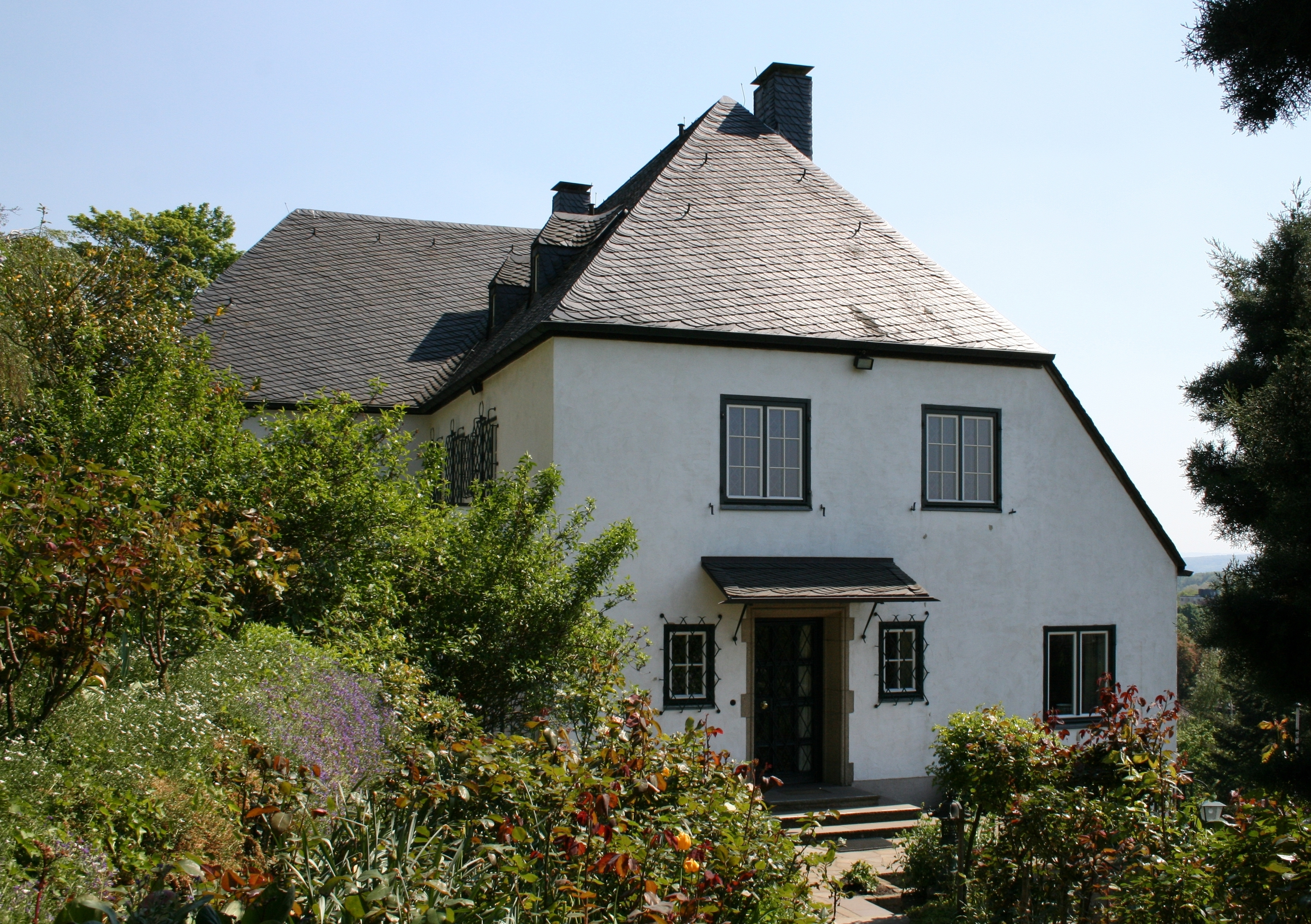
Konrad Adenauers Wohnhaus in Rhöndorf

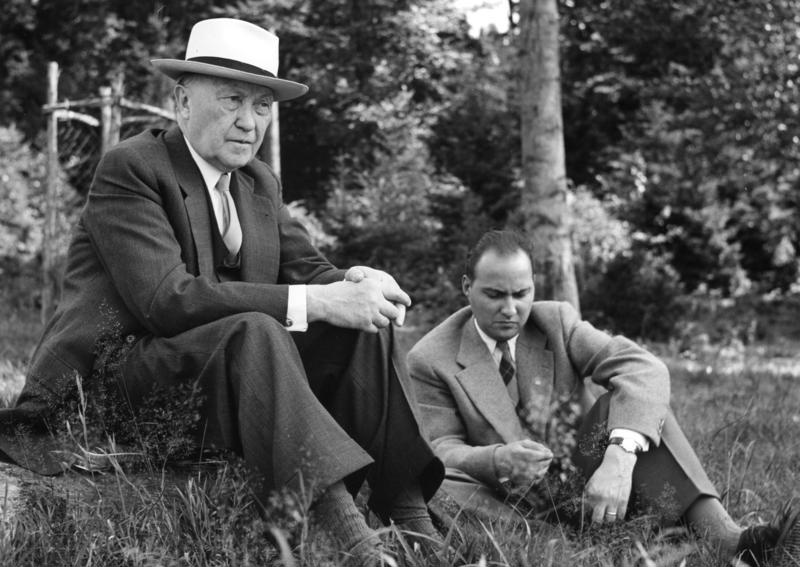
Konrad Adenauer mit Sohn Georg im Schwarzwald (1956)

Ab 1902 verkehrte er im Tennisclub Pudelnass, in dem die höheren Töchter der Kölner Gesellschaft ein und aus gingen. Dort verliebte er sich in Emma Weyer, Tochter eines angesehenen Kölner Galeristen und Nichte des späteren Reichstagspräsidenten Max Wallraf. Am 28. Januar 1904 heirateten die beiden in der Pfarrkirche St. Stephan in Köln. Aus dieser Ehe gingen Konrad (21. September 1906–1993), Max (21. September 1910–2004) und Maria (Ria, 7. Oktober 1912–1998) hervor.
Nach der Hochzeit wohnten sie in der Klosterstraße 71 in Köln-Lindenthal zur Miete. Nach der Geburt des zweiten Kindes erwarb er 1910 das Haus Max-Bruch-Straße 6 in Köln-Lindenthal, in das die Familie 1911 einzog. Nach der Geburt ihrer Kinder erholte sich seine erste Frau nicht mehr und starb schließlich nach langer Krankheit am 6. Oktober 1916. Konrad Adenauer blieb mit drei kleinen Kindern zurück, um die sich in der Folgezeit seine Mutter kümmerte.
Am 26. September 1919 heiratete Adenauer Auguste Zinsser (genannt Gussie, 1895–1948), Tochter des Dermatologen Ferdinand Zinsser und Schwester von Ernst Zinsser. Mit ihr hatte er weitere fünf Kinder: Ferdinand (* 1920, bald nach der Geburt verstorben), Paul (1923–2007), Charlotte (Lotte, 1925–2018), Elisabeth (Libet, 1928–2019) und Georg (1931–2020). Auguste Adenauer starb 1948. In der Forschung ist umstritten, ob die Todesursache Leukämie war oder die Folge eines Suizidversuchs, den sie 1944 in Gestapo-Haft unternommen hatte, aus Reue, weil sie dem Vernehmungsbeamten unter der Drohung, die Töchter im Appellhofkeller in Haft zu nehmen, Adenauers Aufenthaltsort verraten hatte.
Von den 24 Enkeln ist Sven-Georg Adenauer (Sohn von Georg) Landrat im Kreis Gütersloh, Patrick Adenauer (Sohn von Konrad), war von 2007 bis 2011 Präsident der Arbeitsgemeinschaft Selbständiger Unternehmer.
Zwischen Mai 1934 und April 1935 mietete Konrad Adenauer von seinem jüdischen Freund Paul Wiener die Villa Wiener, ein möbliertes Eckhaus in Neubabelsberg, Augustastraße 40 (heute Rosa-Luxemburg-Straße). Im Mai 1935 erfolgte der Umzug nach Rhöndorf zunächst in ein Mietshaus in der Löwenburgstraße 76, dann ab Dezember 1937 in sein neues Haus im Zennigsweg 8, das sein Schwager, der Architekt Ernst Zinsser, entworfen hatte. Die Finanzierung ergab sich vor allem aus einer Nachzahlung seiner Pension und einer Entschädigung für sein Kölner Haus, für das er von der Stadt Köln 153.886,63 Reichsmark erhielt. Sein Haus in Köln-Lindenthal wurde ihm nach 1945 rückübertragen. In seinem Rhöndorfer Wohnsitz starb er im April 1967.
Nie zu Ende gebaut wurde die als Geschenk der Wirtschaft an Adenauer geplante Adenauervilla mit 600 m² im Eifler Kammerwald. Den Bauantrag vom 11. Juli 1955 für den „Neubau eines Jagd-, Wochenend- und Gästehauses bei Duppach“ auf einem 2000 Quadratmeter großen Grundstück hatte Baurat Friedrich Spennrath unterschrieben, damals Vorsitzender des Vorstandes der AEG und Präsident der Industrie- und Handelskammer Berlin. Als bekannt wurde, dass Adenauer bei einem Berlinbesuch in dessen Grunewald-Villa Quartier genommen hatte und der am Bau der Villa beteiligte Architekt, Heribert Multhaupt, Adenauers Schwiegersohn war, kamen Korruptionsspekulationen auf. Adenauer lehnte das Geschenk ab, und die Arbeiten stoppten nach wenigen Monaten; drei Jahre später wurde er über die laufende „vernünftige Bereinigung“ informiert.
Um sein Wohnhaus in Rhöndorf pflegte er einen großen Garten mit einer südländisch anmutenden Vielfalt von Pflanzen, Plastiken und Brunnen sowie vor allem Rosen, die Adenauer liebte, aber entgegen einer weit verbreiteten Legende nicht züchtete. Der Garten erinnert an das nördliche Italien, das Adenauer schätzen und lieben lernte. In Cadenabbia am Comer See, wo er in den letzten zehn Jahren seines Lebens regelmäßig seinen Urlaub verbracht hatte, lernte er auch das Boccia-Spiel kennen, das ihn so sehr faszinierte, dass er sich in seinem Garten in Rhöndorf sowie im Park des Palais Schaumburg in Bonn eine Bahn dafür bauen ließ.
Konrad Adenauer war Gründungsmitglied im Rotary Club Köln und im Deutschen Werkbund. In seinem langjährigen Wohnort Rhöndorf war er Ehrenmitglied des Katholischen Bürgervereins sowie Mitglied des Ortsvereins Rhöndorf; beide Vereine fusionierten 1974 zum Bürger- und Ortsverein Rhöndorf.

### Adenauer als Erfinder
Als Erfinder sicherte sich Adenauer drei Patente, so etwa das für ein Verfahren zur Herstellung eines dem rheinischen Roggenschwarzbrot ähnelnden Schrotbrotes (Kölner Brot, zusammen mit Jean und Josef Oebel). Eine weitere Erfindung war die „von innen beleuchtete Stopfkugel“. Da aber bereits die AEG ein Patent angemeldet hatte, wurde das Stopfei Adenauers nur von seiner Frau eingesetzt. Außerdem meldete er kurz nach dem Ersten Weltkrieg eine neue Tülle für Gartengießkannen an, die mit einer beweglichen Klappe abgedeckt werden konnte; ein Patent wurde hierfür nicht erteilt.
1916 erfand er eine Sojawurst (Kölner Wurst), da in diesen Zeiten Fleisch knapp war. Der Patentantrag wurde wegen eines Formfehlers in Deutschland nicht anerkannt und stattdessen nur in England angemeldet.
Nachdem er in der Zeit des Nationalsozialismus sein Amt verloren hatte, verbrachte er die freigewordene Zeit auch damit, an weiteren Erfindungen zu arbeiten. In dieser Zeit entstand die „Einrichtung zum Schutz gegen Blendung durch Scheinwerfer entgegenkommender Fahrzeuge, bestehend aus einem Kopfschirm oder einer Brille“. Diese wurde am 22. September 1937 vom Patentamt abgelehnt mit der Begründung, dass dies nichts Neues sei. Weitere kuriose Erfindungen waren die „Elektrobürste zur Schädlingsbekämpfung“ und der „ortsfeste Brausekopf für Gießkannen“. Da ihm bei den Anmeldungen solcher Erfindungen zum Patent vielfach kein Erfolg beschieden war, erwähnte Adenauer diese Aktivitäten in seinen Memoiren nicht.

## Ehrungen und Nachwirkung

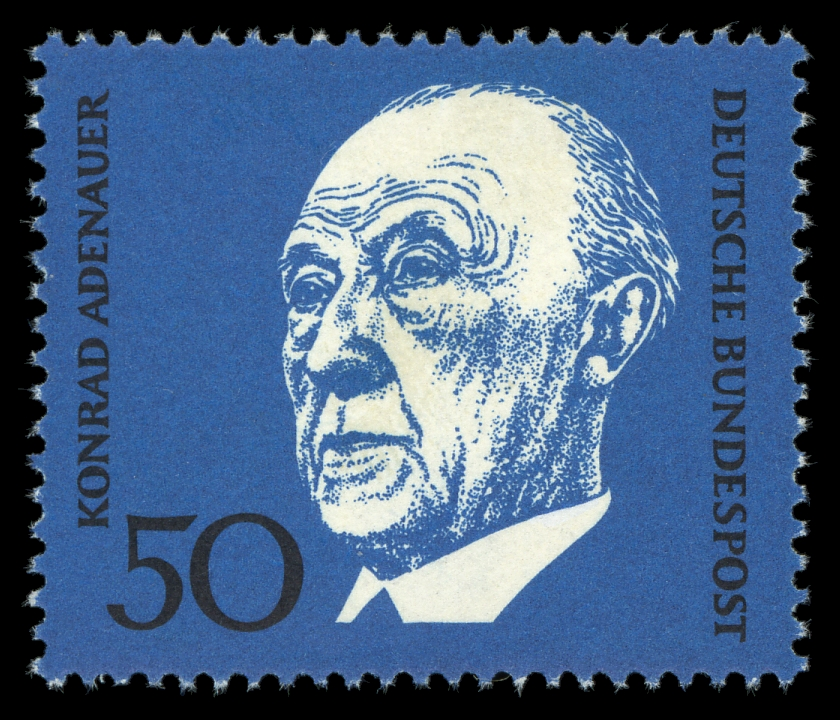
Briefmarke der Deutschen Bundespost, aus Markenblock 1968
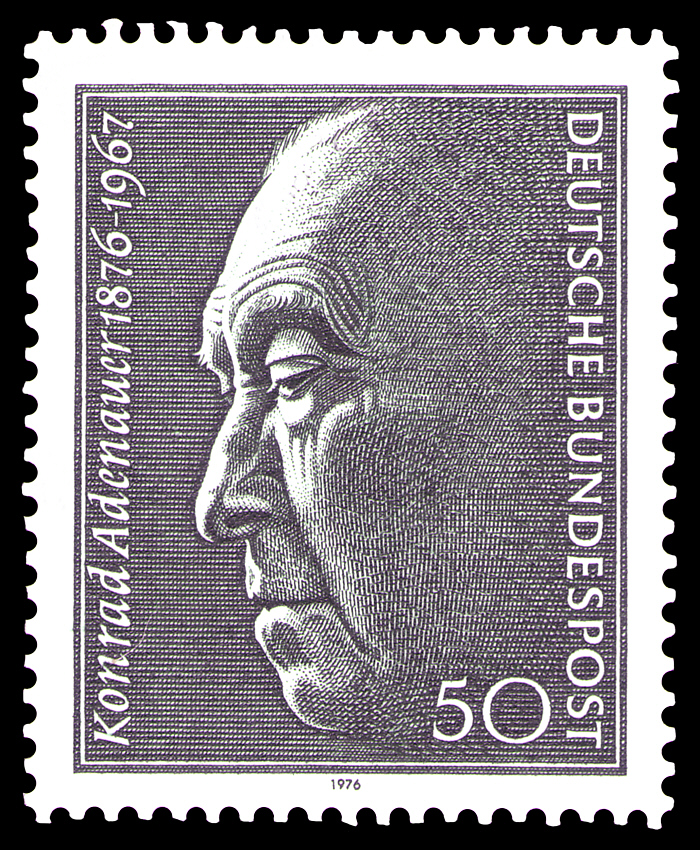
Briefmarke 1976, anlässlich Adenauers 100. Geburtstag
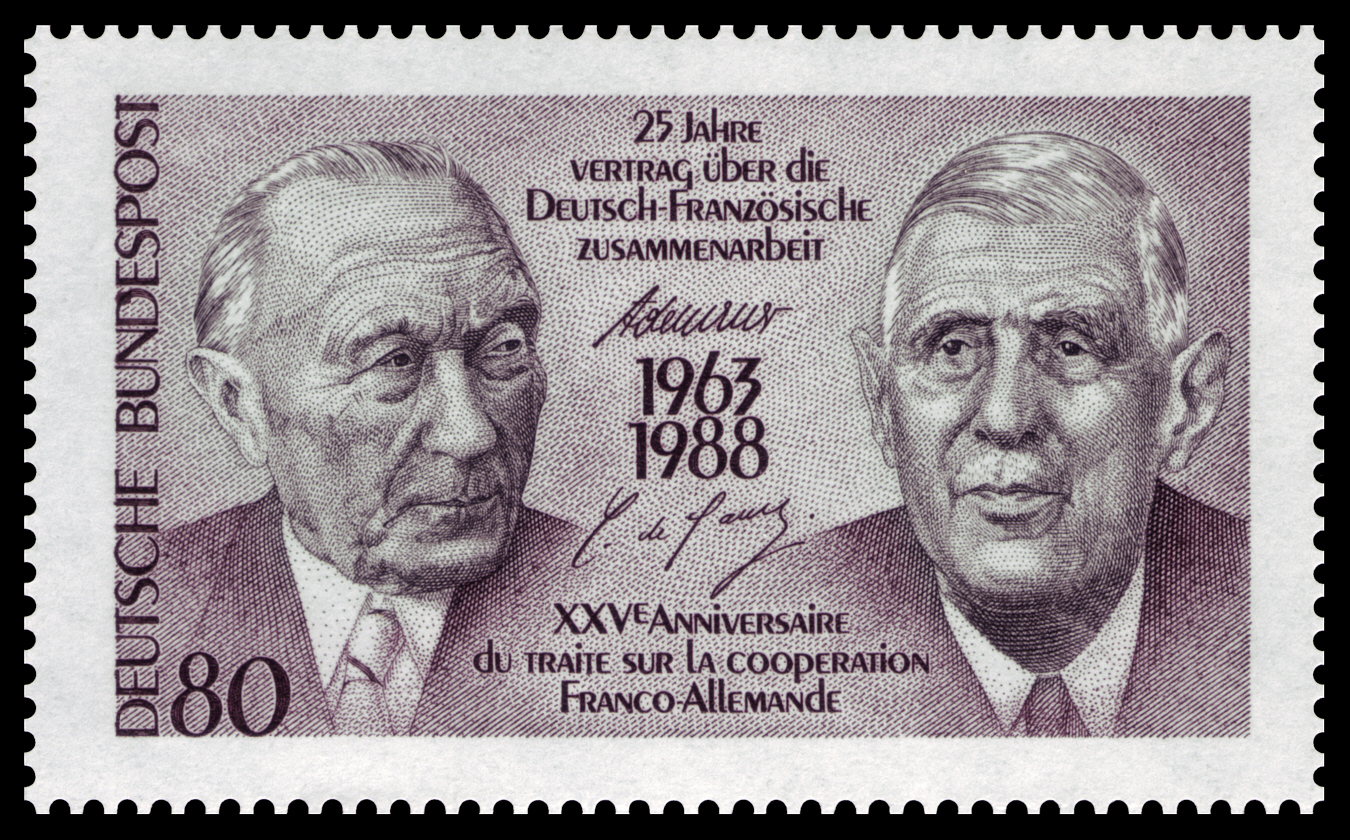
Briefmarke 1988, anlässlich des 25. Jahrestags des Élysée-Vertrags
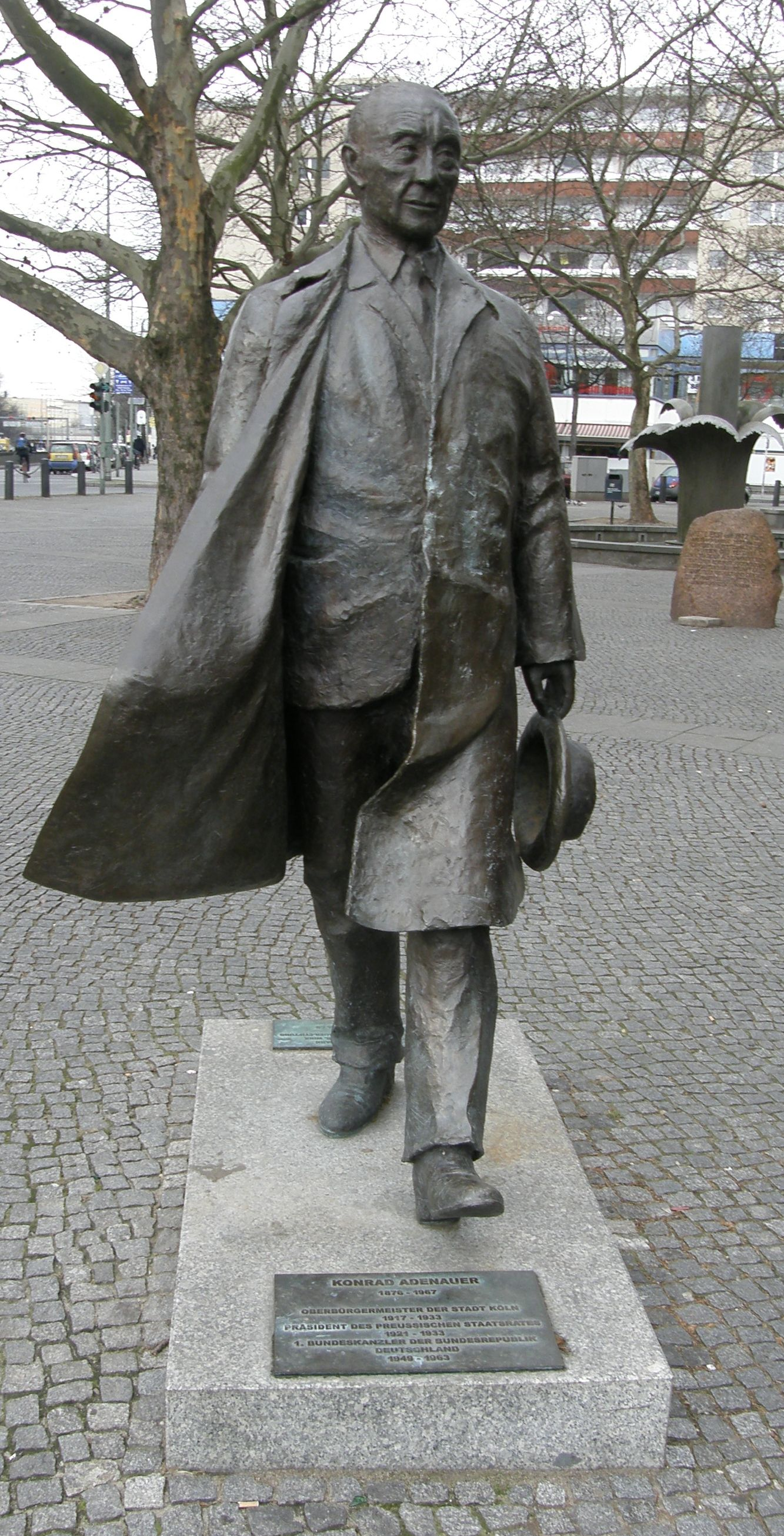
Konrad-Adenauer-Denkmal von Helga Tiemann auf dem Berliner Adenauerplatz
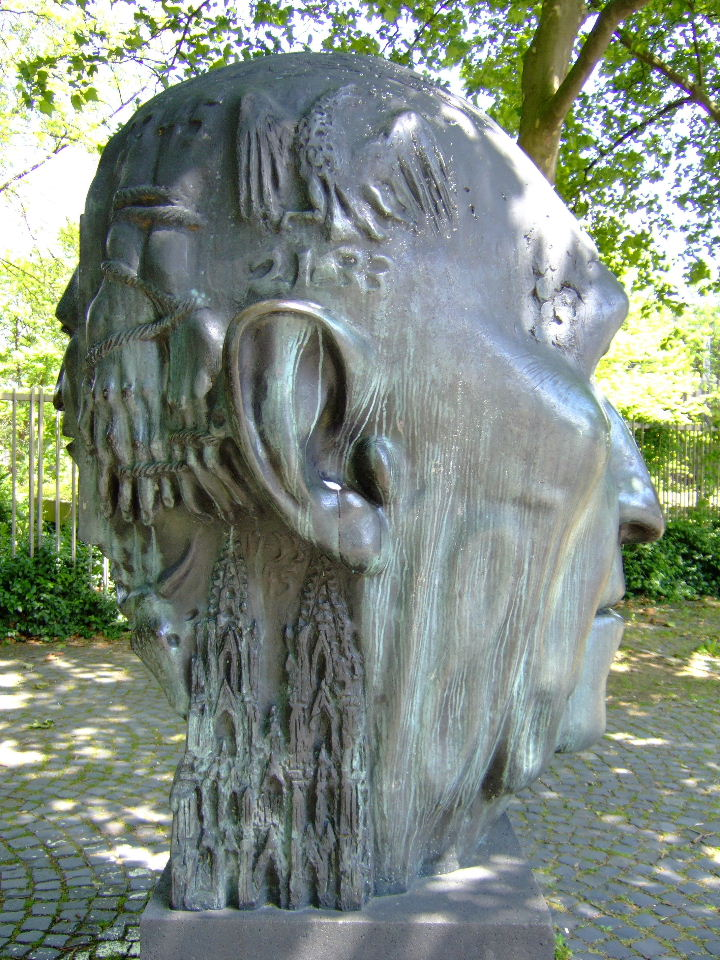
Adenauer-Plastik von Hubertus von Pilgrim auf dem Bundeskanzlerplatz vor dem ehemaligen Kanzleramt in Bonn
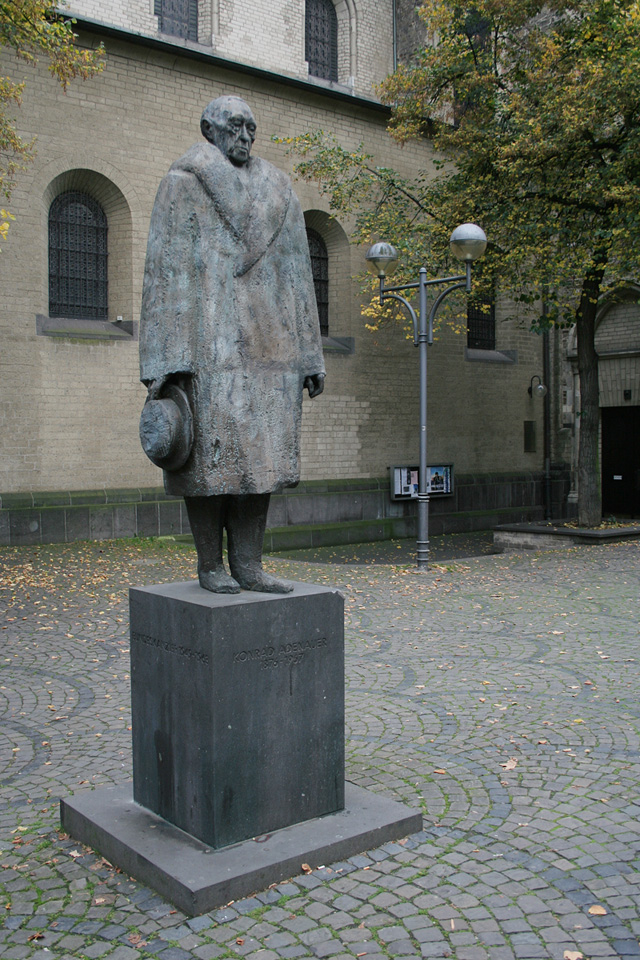
Adenauer-Denkmal von Hans Wimmer (vollendet 1991 von Gerd Weiland) bei der Kirche St. Aposteln am Neumarkt in Köln

### Ehrenbürgerschaften
Adenauer war unter anderem Ehrenbürger seines letzten Wohnortes Bad Honnef sowie von Baden-Baden, Berlin, Bonn, Griante Cadenabbia, der Stadt Köln, der Universität zu Köln und von Trier.

### Ehrendoktorgrade

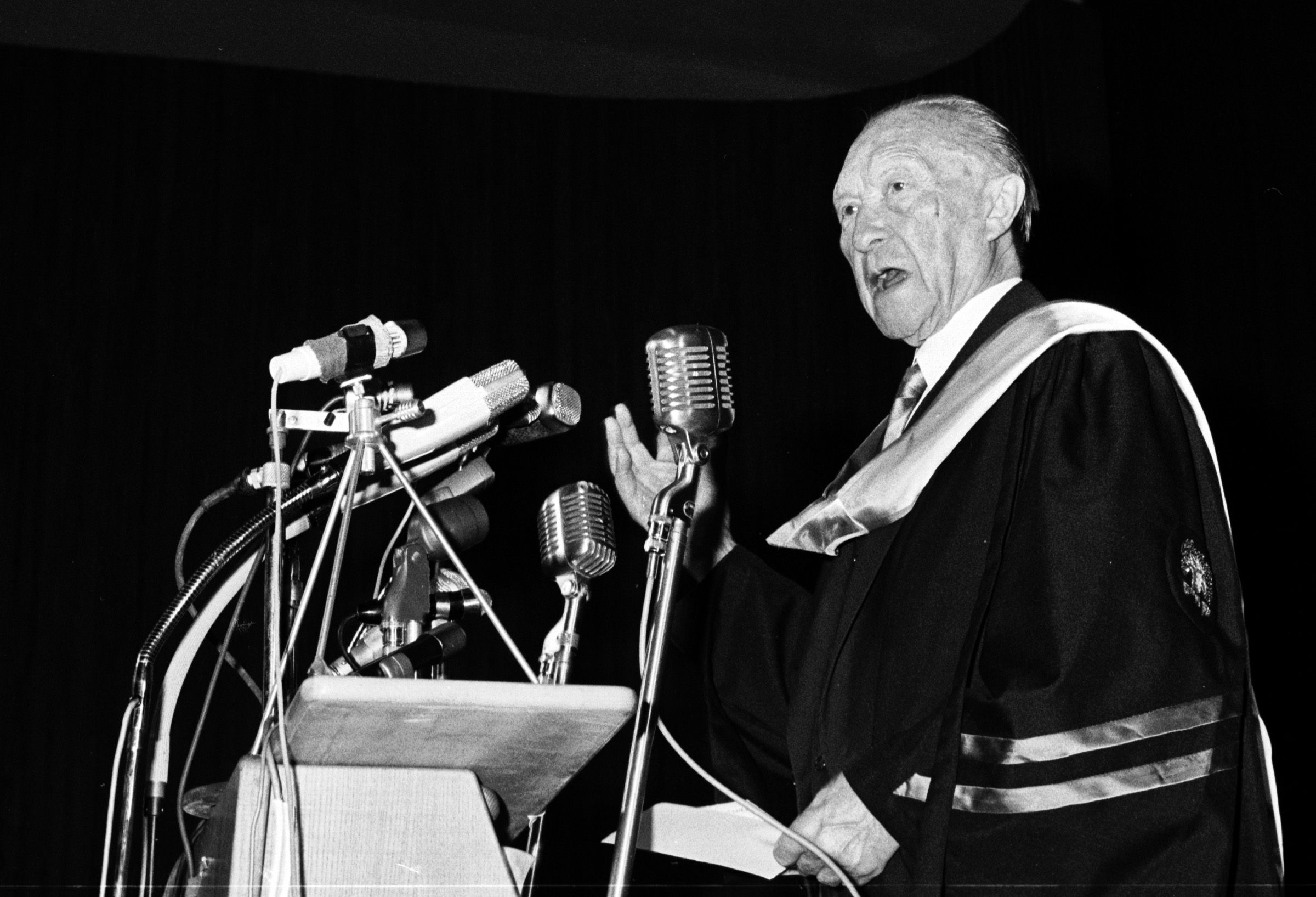
Adenauer beim Erhalt des Ehrendoktorgrades vom Weizmann-Institut für Wissenschaften. Israel, Mai 1966

Adenauer erhielt insgesamt 23 in- und ausländische Ehrendoktorgrade. Adenauer erhielt fünf Ehrendoktorgrade von allen damaligen Fakultäten der Universität zu Köln auf Grund seiner aktiven Rolle bei der Wiedergründung der Universität. Die beiden ersten wurden von den übergeleiteten Fakultäten der Vorgängerhochschulen Handelshochschule Köln und Akademie für praktische Medizin verliehen. Die Math.-Nat.-Fakultät wurde erst 1955 aus der Phil.-Fak. ausgegliedert.
- 1919, 20. Juni, Dr. rer. pol., Universität Köln
- 1919, 20. Juni, Dr. med., Universität Köln
- 1922, 17. Juli, Dr. jur., Universität Köln
- 1923, 26. Mai, Dr. phil., Universität Köln
- 1951, 29. Mai, Dr. jur., Universität Maryland, USA
- 1953, 7. April, Dr. jur., Universität Georgetown, Washington (D.C.), USA
- 1953, 18. April, Dr. jur., Universität Ottawa, Kanada
- 1954, 19. Juli, Dr.-Ing., Technische Universität, Berlin-Charlottenburg
- 1954, 31. Oktober, Dr. jur., Columbia-Universität, New York, USA
- 1955, 16. Juni, Dr. jur., Harvard-Universität, Cambridge/Massachusetts, USA
- 1956, 5. Januar, Dr. rer. nat., Universität Köln
- 1956, 11. Juni, Dr. jur., Yale-Universität New Haven/Connecticut, USA
- 1956, 15. Juni, Dr. jur., Marquette-Universität Milwaukee/Wisconsin, USA
- 1956, 15. Juni, Dr., Boswell-Institut, Chicago/Illinois, USA
- 1957, 30. März, Dr. jur., Universität Teheran, Iran
- 1957, 24. Juni, Dr. med., Albert-Ludwigs-Universität, Freiburg/Br.
- 1958, 10. Januar, Dr. rer. pol., Universität Löwen, Belgien
- 1960, 18. März, Dr. jur., Universität von Kalifornien, Los Angeles, USA
- 1960, 21. März, Dr. jur., Universität von Kalifornien, Berkeley, USA
- 1960, 31. März, Dr. jur., Waseda-Universität, Tōkyō, Japan
- 1960, 1. April, Dr. jur., Keiō-Universität, Tōkyō, Japan
- 1960, 31. Juli, Dr. phil., Päpstliche Katholische Universität Rio de Janeiro, Brasilien
- 1966, 3. Mai, Dr., Weizmann-Institut, Rehovoth, Israel

### Orden und Auszeichnungen
Adenauer wurde kurz vor dem Ende des Königreichs Preußen mit einigen preußischen Orden geehrt, darunter dem Verdienstkreuz für Kriegshilfe (1917), dem Eisernen Kreuz am weißen Bande (1918) und dem Roten Adlerorden (4. Klasse) (1918).
1927 erhielt Adenauer als Präsident des preußischen Staatsrates und Kölner Oberbürgermeister das Große Ehrenzeichen am Bande für Verdienste um die Republik Österreich der Ersten Republik. Dabei war für Adenauer zunächst eine höhere Ehrenstufe, das Große Goldene Ehrenzeichen am Bande, vorgesehen; diese wurde jedoch herabgesetzt, um den gleichzeitig, aber nur für die niedrigere Stufe vorgeschlagenen Düsseldorfer Oberbürgermeister Robert Lehr nicht zu brüskieren. 1956 wurde Adenauer dann auch das Große Goldene Ehrenzeichen am Bande für Verdienste um die Republik Österreich der Zweiten Republik verliehen.
Im Januar 1954 war Adenauer der erste Träger des Großkreuzes in besonderer Ausführung des Verdienstordens der Bundesrepublik Deutschland. Im Mai 1958 wurde ihm der bayerische Verdienstorden verliehen.
Vom Heiligen Stuhl erhielt Adenauer durch Papst Pius XII. am 17. Januar 1956 den Orden vom Goldenen Sporn; als Träger dieses Ordens hatte er theoretisch das Recht, auf einem Pferd in eine Kirche einzureiten. Am 12. September 1963 verlieh ihm Papst Paul VI. zusätzlich den Christusorden, die höchste Auszeichnung des Heiligen Stuhls. Neben Antonio Segni ist Adenauer damit bislang die einzige Persönlichkeit, die beide päpstlichen Orden erhalten hat.
1965 wurde er von Kardinal-Großmeister Eugène Tisserant zum Großkreuz-Ritter des Ritterordens vom Heiligen Grab zu Jerusalem ernannt und am 29. Juli 1965 im Bonner Münster durch Lorenz Kardinal Jaeger, Großprior der deutschen Statthalterei, und den deutschen Statthalter Friedrich August Freiherr von der Heydte investiert. 1964 nahm ihn die Académie des sciences morales et politiques auf.
Adenauer war seit 1951 Ritter des Souveränen Malteserordens; die Auszeichnung (seine erste außerhalb Deutschlands nach 1945) wurde ihm anlässlich seines ersten Staatsbesuchs in Italien zuerkannt. Außerdem war Adenauer Ehrenritter im Deutschen Orden.
Unter den internationalen staatlichen Ehrungen in seiner Zeit als Bundeskanzler machte der Orden vom Kreuz des Südens in Brasilien im Juli 1953 den Anfang; Tammann zufolge sei das bemerkenswert, weil Brasilien im Zweiten Weltkrieg als einziges südamerikanisches Land Truppen gegen das Deutsche Reich entsandt habe, und die Auszeichnung somit als Aussöhnung zu verstehen war. Im selben Jahr wurde Adenauer in Südamerika in Peru mit dem Orden El Sol del Perú, in Argentinien mit dem Großkreuz des Orden de Mayo al Mérito und Kolumbien mit dem Orden de Boyacá ausgezeichnet. 1955 kam Mexiko mit dem Großkreuz des Ordens vom Aztekischen Adler hinzu.
Die erste staatliche Ehrung in Europa bekam Adenauer Ende 1953 in Italien durch das Großkreuz des Verdienstordens der Italienischen Republik; es folgten 1954 Griechenland mit dem Großkreuz des Königlichen Ordens von Georg dem Ersten, 1955 Island mit dem Großkreuz des Falkenordens, 1956 Portugal mit dem Christusorden, Belgien mit dem Großkreuz des Leopold-Ordens, und Großbritannien als Großkreuz-Ritter des Order of St Michael and St George. 1957 kam Luxemburg hinzu mit dem Großkreuz des Ordens der Eichenkrone. 1960 verlieh ihm die niederländische Königin Juliana den Orden vom Niederländischen Löwen als Großkreuz. 1962 wurde er in die französische Ehrenlegion aufgenommen.

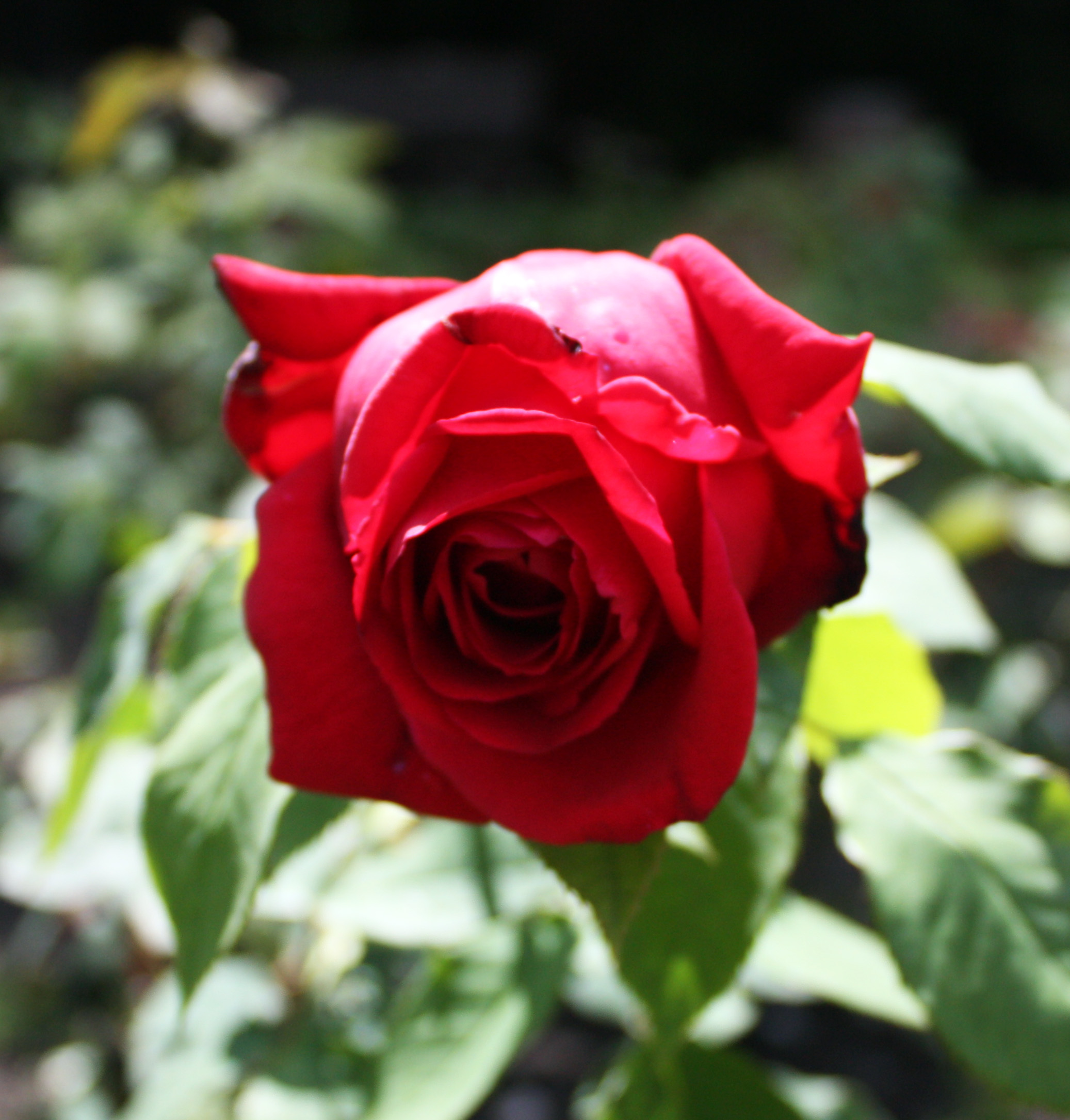
Edel-Rose Konrad Adenauer des Rosenzüchters Rosen Tantau (1953)

In Japan erhielt Adenauer von Kaiser Hirohito 1960 den Orden der Aufgehenden Sonne 1. Klasse; drei Jahre später bekam er auch dessen höchste Stufe, den Orden der Aufgehenden Sonne mit Paulownien-Blüten, „aufgrund seines langjährigen Engagements zur Verständigung der japanisch-deutschen Freundschaft sowie für den Frieden und die Wohlfahrt in der Welt.“
Im Mai 1954 erhielt er den Karlspreis der Stadt Aachen als „kraftvollen Förderer eines einigen Europa“.
Das Time-Magazin kürte Adenauer 1953 zum Man of the Year („Mann des Jahres“).
Für sein Talent als „Meister der Vereinfachung“ erhielt Adenauer 1959 den Orden wider den tierischen Ernst; bei der Preisverleihung ließ er sich allerdings vertreten. Adenauers Fähigkeit (für die er den Orden bekam), auch komplizierte Sachverhalte vereinfacht und allgemeinverständlich darzustellen, wird von seinen Biographen mehrfach hervorgehoben.
1965 wurde ihm der Schlesierschild durch die Landsmannschaft Schlesien verliehen.
Zur Internationalen Gartenbauausstellung 1953 wurde eine von Adenauer selbst ausgesuchte Rosensorte nach ihm benannt.

### Denkmäler und Bauwerke

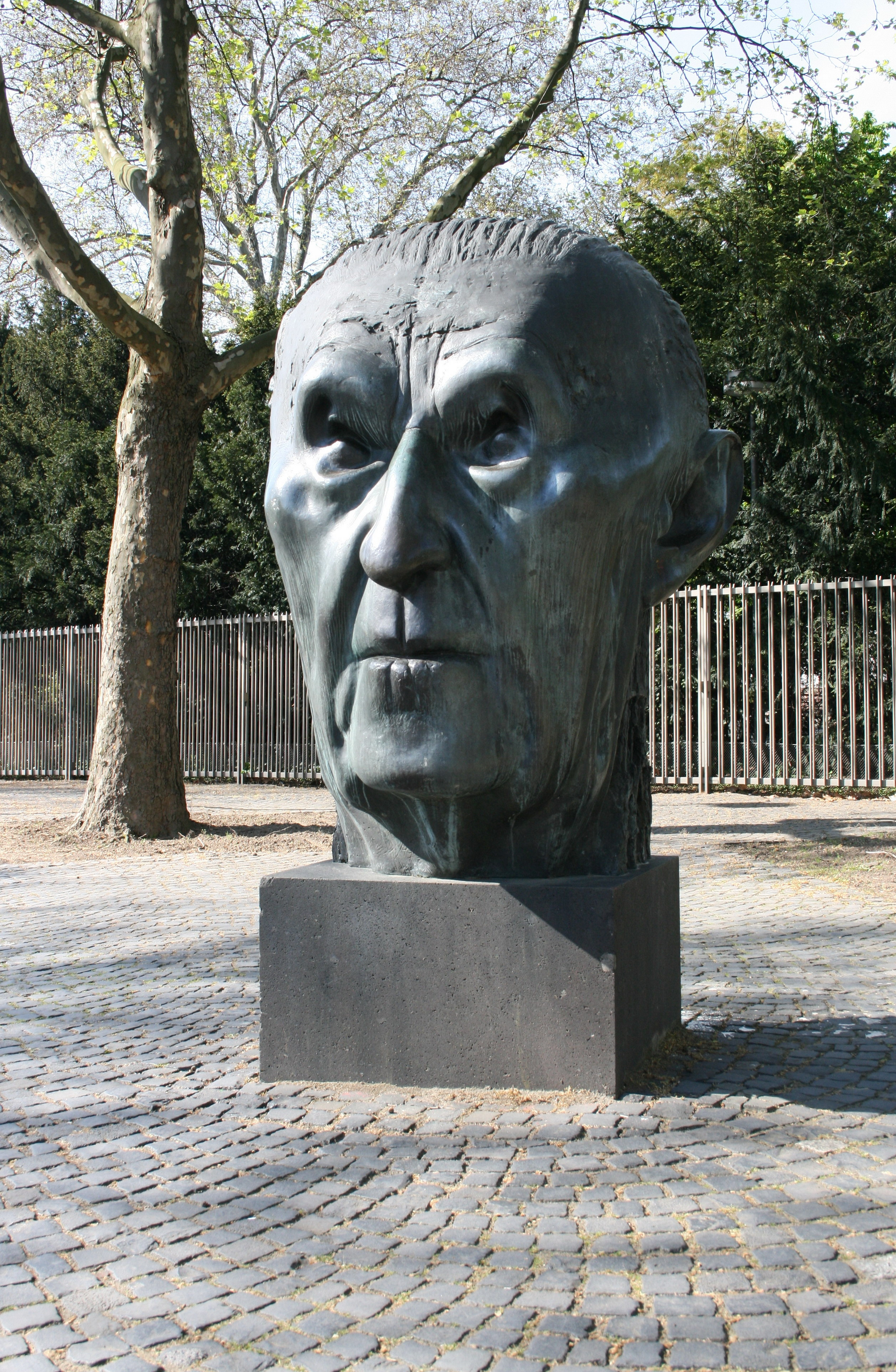
Plastik Hubertus von Pilgrims vor dem früheren Bonner Bundeskanzleramt an der Adenauerallee

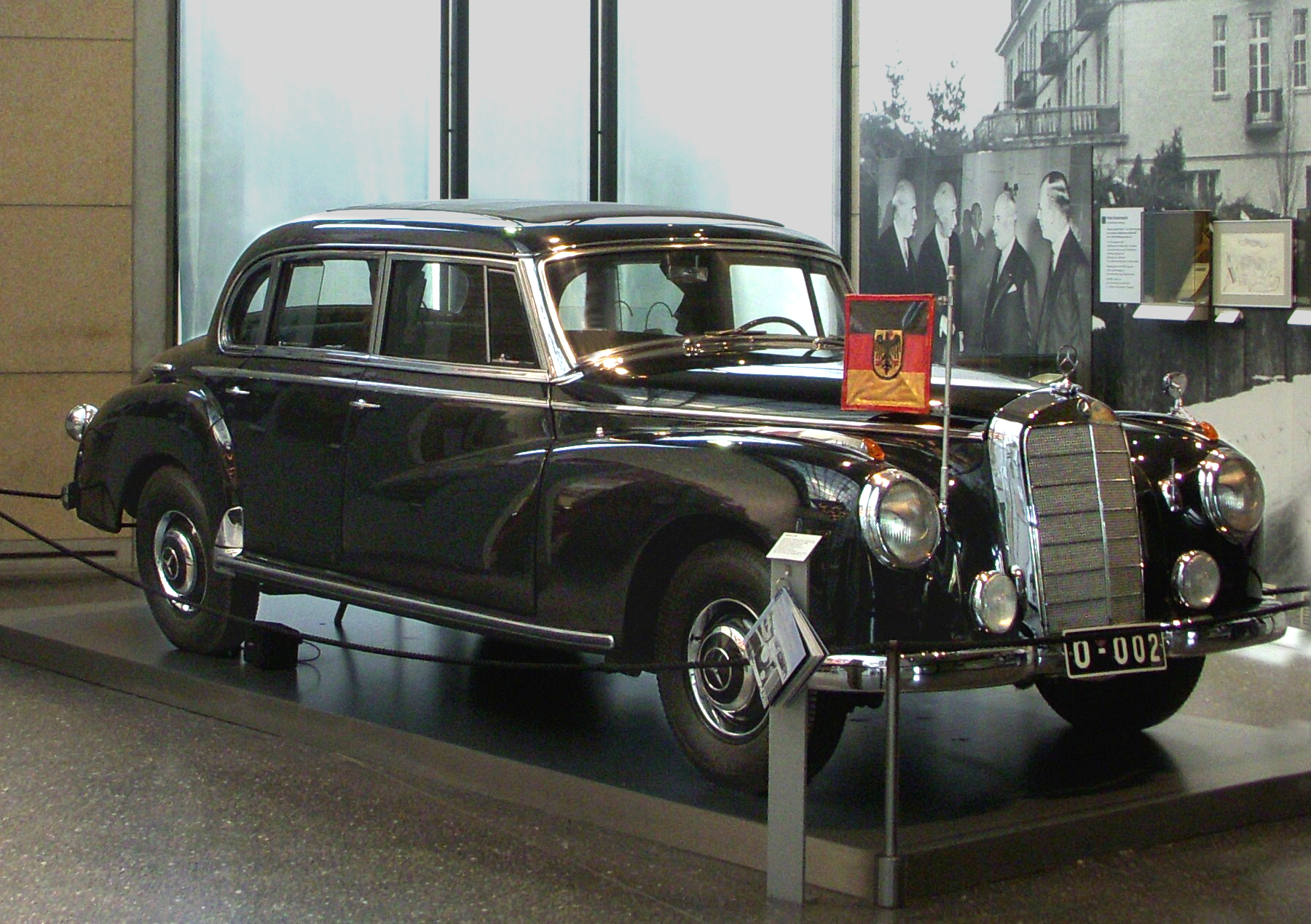
Adenauer-Mercedes im Haus der Geschichte

Öffentliche Verkehrswege (Straßen, Plätze, Alleen, Brücken) in zahlreichen deutschen Städten tragen Konrad Adenauers Namen, ebenso der Flughafen Köln/Bonn und das Konrad-Adenauer-Haus (Berlin) als Parteizentrale der CDU (das frühere Bonner Gebäude wurde im Jahre 2003 abgerissen).
In der Kölner Konrad-Adenauer-Kaserne sind der Militärische Abschirmdienst und das Amt für Heeresentwicklung stationiert.
Im Mai 1982 wurde vor dem Bundeskanzleramt in Bonn eine von Hubertus von Pilgrim geschaffene Plastik seines Kopfes aufgestellt. Sie war anschließend als Symbol der Bonner Republik oft im Fernsehen zu sehen, denn viele Kameraleute schwenkten auf das Porträt, wenn sie das Bundeskanzleramt zeigten.
Ein weiteres Denkmal wurde Adenauer 1998 mit einer Büste in der Walhalla bei Regensburg gesetzt.

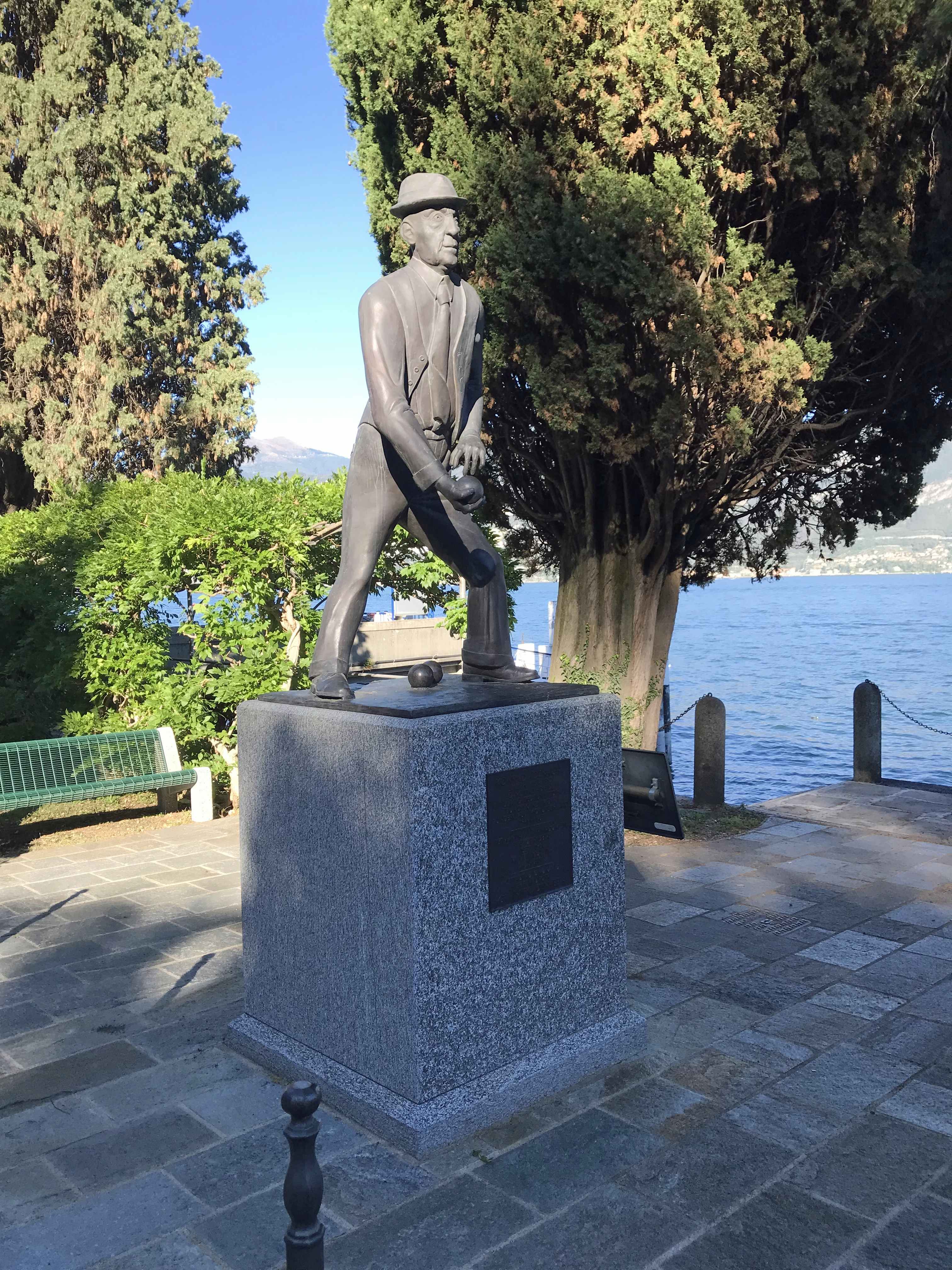
Konrad-Adenauer-Denkmal in Cadenabbia von Hans Kloss (2007)

Im Jahre 2007 wurde in Cadenabbia am Comer See, wo Adenauer häufig seinen Urlaub verbrachte und dessen Ehrenbürger er ist, anlässlich seines 40. Todestages eine Statue eingeweiht, die ihn beim Boccia-Spiel zeigt. Der lebensgroße Bronzeguss wurde vom Lorcher Maler Hans Kloss angefertigt.
In Rom gibt es seit 1968 den „Piazzale Konrad Adenauer“ als einzige nach einem deutschen Politiker benannte Straße der Stadt.

### Adenauer-Stiftungen und Adenauer-Preise
Die parteinahe Stiftung der CDU in Berlin geht auf die 1955 gegründete Gesellschaft für christlich-demokratische Bildungsarbeit zurück und heißt seit 1964 Konrad-Adenauer-Stiftung. Im Todesjahr 1967 wurde die Stiftung Bundeskanzler-Adenauer-Haus Rhöndorf eingerichtet.
Etwa 20 Institutionen, darunter auch ausländische, vergeben Konrad-Adenauer-Preise. Der Adenauer-de-Gaulle-Preis ehrt Personen und Institutionen, die sich für die deutsch-französische Zusammenarbeit einsetzen.

### Sonstiges
1966 wurde Adenauer von Oskar Kokoschka porträtiert. 1967 entstand das Bild Konrad Adenauer von Wolf Vostell, eine Verwischung einer Fotografie von Konrad Adenauer bei der Ankunft von John F. Kennedy am 23. Juni 1963 am Flughafen Köln/Bonn. Das Bild ist Bestand der Kunstsammlung im Museum Ludwig in Köln.
Eine der drei Regierungsmaschinen vom Typ Airbus A350 der Flugbereitschaft der Luftwaffe trägt den Namen des ersten deutschen Bundeskanzlers.
Als Adenauer-Mercedes wird ein Mercedes-Benz 300, Typ W 186, bezeichnet, das Dienstfahrzeug des Bundeskanzlers in den 1950er-Jahren; der Wagen ist im Haus der Geschichte in Bonn ausgestellt. Ab Juli 1956 wurde der Mercedes-Benz 300 auf Wunsch Adenauers als verlängerte Sonderausführung mit einer Länge von 5165 mm gebaut und mit einer Trennscheibe zwischen Fond und Vordersitzen ausgestattet. Der Zuwachs im hinteren Beinraum betrug gegenüber der serienmäßigen Ausführung 140 mm. BMW hatte 1955 als Alternative zum Mercedes den 5100 mm langen, luxuriös ausgestatteten Typ 505 vorgestellt, den Adenauer aber nach zwei angeblichen Probefahrten abgelehnt habe. Die Probefahrten mit Adenauer gab es in Wirklichkeit nicht und auch die Geschichte von Adenauers Unzufriedenheit mit dem BMW, weil er mit dem Hut an die Dachkante des Wagens gestoßen sei, ist Legende. Tatsächlich soll laut einem Spiegel-Bericht (48/1958) der mit Leihwagen von Daimler-Benz bedachte Ministerialrat Hans Kilb dem Kanzler zur Entscheidung für den Mercedes und gegen den BMW geraten haben.
Für einen Skandal sorgte 1969 Ludwig Harigs Hörspiel Staatsbegräbnis, das unter der Regie von Johann M. Kamps gemeinsam vom SR und dem WDR produziert wurde. In der Persiflage wurde ausschließlich Originaltonmaterial der Trauerreden anlässlich des Staatsbegräbnisses für Konrad Adenauer verwendet und gegeneinander verschnitten. Den Verantwortlichen wurde daraufhin ein respektloser Umgang mit einem zwei Jahre zurückliegenden ernsten Thema vorgeworfen.

## Schriften (Auswahl)
- Erinnerungen (4 Bände), Deutsche Verlags-Anstalt, Stuttgart 1965–1968.
  - Band 1: Erinnerungen 1945–1953. ISBN 3-421-01140-0, 1965 erschienen.
  - Band 2: Erinnerungen 1953–1955. ISBN 3-421-01396-9, 1966 erschienen.
  - Band 3: Erinnerungen 1955–1959. ISBN 3-421-01432-9, 1967 postum erschienen.
  - Band 4: Erinnerungen 1959–1963. Fragmente. ISBN 3-421-01473-6, 1968 postum erschienen.
- Editionsreihe Adenauer – Rhöndorfer Ausgabe
  - Seit 1983 veröffentlicht die Stiftung Bundeskanzler-Adenauer-Haus ihre von Hans-Peter Schwarz und Rudolf Morsey herausgegebene Editionsreihe Adenauer – Rhöndorfer Ausgabe. Aus Adenauers umfangreichem politischen und privaten Nachlass sollen ausgewählte Texte der historischen Forschung sowie einer breiten interessierten Öffentlichkeit zur Kenntnis gebracht werden. Nach Abschluss der Gattungsreihen Briefe und Teegespräche wurde die Edition auf das Konzept inhaltlich strukturierter Themenbände umgestellt. Die Herausgeberschaft wurde 2013 von Dominik Geppert (Potsdam) bzw. 2018 von Stefan Creuzberger (Rostock) übernommen.[173]
- Die Gefahrtragung beim aufschiebend bedingten Kauf und beim Kauf mit Anfangstermin. Bonn 1932 571746713 (eigene Dissertation in der Rechtswissenschaft Universität Köln 1932, VIII, 13–67 Seiten, 8, auch im Buchhandel bei Röhrscheid, Bonn und Stilke, Berlin als Kölner rechtswissenschaftliche Abhandlungen, Heft 5).

## Filme
- Historisches Archiv der Stadt Köln (Hrsg.): Konrad Adenauer, Köln – die zwanziger Jahre, DVD (33 Min.), Köln 2007
- Konrad Adenauer – Stunden der Entscheidung. TV-Dokudrama, ARD 2012. Drehbuch: Werner Biermann; Regie: Stefan Schneider; mit Joachim Bißmeier in der Titelrolle.[174]
- Rainer Hagen, Karl-Ernst Moring (beide NDR): 7-teiliger (je 45 min) Film über Adenauer.[175]

## Ausstellungen
- 2017: Konrad der Große. Die Adenauer-Zeit in Köln 1917–1933, Kölnisches Stadtmuseum, Köln. Katalog.